# Wienerbergstraße
Die Wienerbergstraße ist eine wichtige Querverbindung zwischen dem 10. Wiener Gemeindebezirk Favoriten und dem 12. Wiener Gemeindebezirk Meidling. Sie ist Teil der ehemaligen Bundesstraße B225.

## Verlauf und Charakteristik

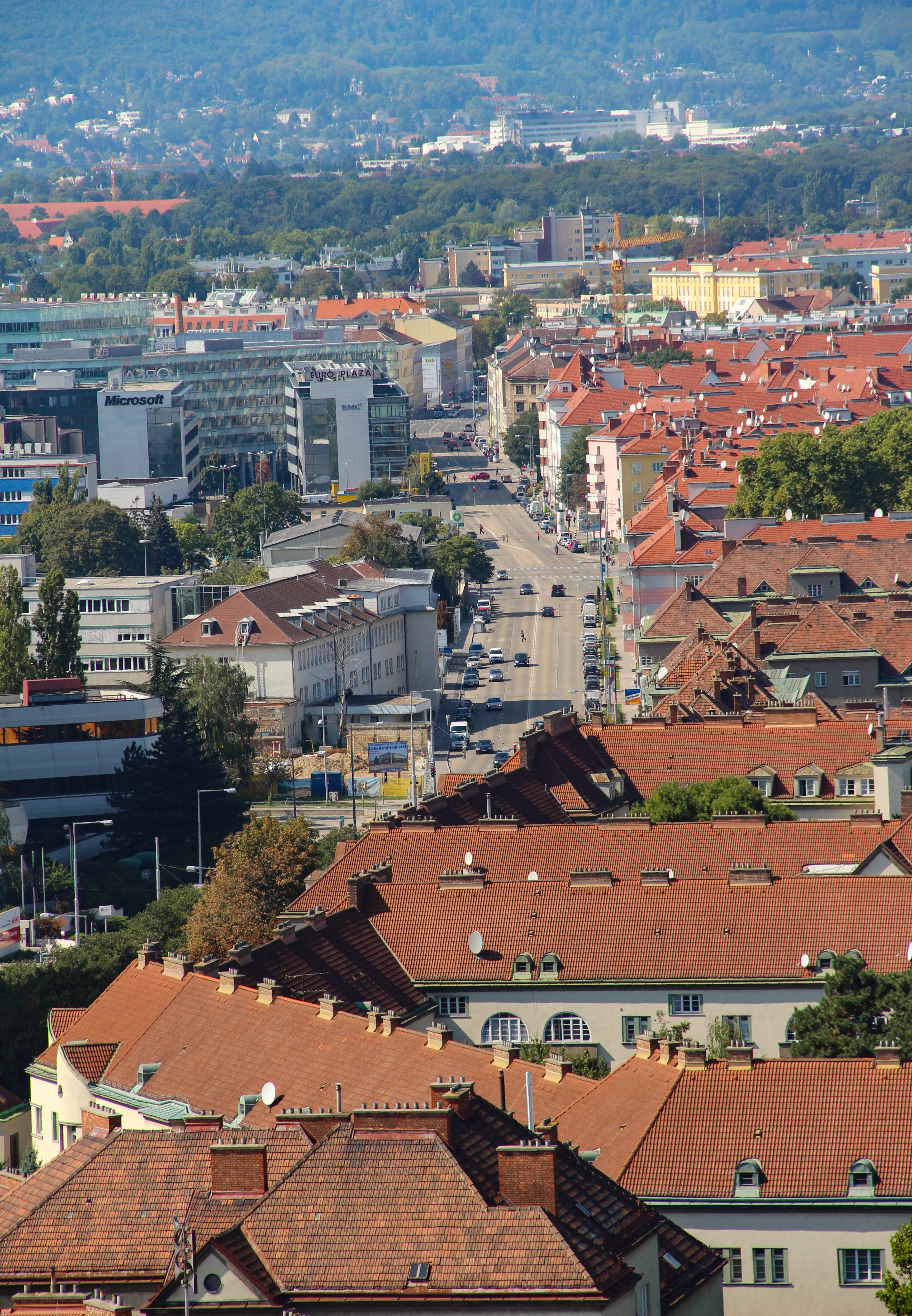
Wienerbergstraße

Die Wienerbergstraße verläuft auf dem Rücken des Wienerberges in Ost-West-Richtung von der Triester Straße leicht abfallend bis zur Breitenfurter Straße. Am Beginn gehört die Wienerbergstraße zum 10. Bezirk, und zwar auf der nördlichen Straßenseite bis zur Köglergasse, auf der südlichen Straßenseite bis zur Eibesbrunnergasse. Der größere Teil gehört zu Meidling. Eine Brücke überquert die Geleise der Pottendorfer Linie und der Badner Bahn.
Öffentliche Verkehrsmittel auf der Wienerbergstraße sind die Autobuslinien 7A, 15A, 63A, 65A und N62 der Wiener Linien. Außerdem die Autobuslinie 7B der Firma Pletter, die im städtischen Verkehrsverbund den zuvor privat geführten Zubringerbus namens „Twin Tower Shuttlebus“ von der U-Bahn-Station Bahnhof Meidling zur Wienerberg City, ersetzt hat. Die Wienerbergstraße ist eine stark vom Individualverkehr befahrene Verkehrsverbindung.
Lange wurde überlegt, durch eine Straßenbahnlinie die Busse zu entlasten. Während früher die Verlängerung der Linie 65 (heute: 1) von der Knöllgasse durch die Wienerbergstraße zum Bahnhof Meidling geplant war, so wurde später der Bau einer Straßenbahnlinie 15 geplant. Sie sollte vom Bahnhof Meidling über die Gleise der Linie 62 zur Haltestelle Wienerbergbrücke führen und ab hier auf einer neu zu bauenden Trasse durch die Wienerbergstraße, Raxstraße und Grenzackerstraße zur in Bau befindlichen U1-Station Altes Landgut führen. Die Inbetriebnahme war frühestens 2017 geplant, aber bis Anfang 2022 hatten noch keine Arbeiten begonnen.
Die Planungen wurden durch den Ausbau der U-Bahnlinie U2 überholt. Die Planungen, diese U-Bahnlinie vom Matzleinsdorfer Platz (geplantes Fertigstellungsdatum 2028) über die Gußriegelstraße bis zur Wienerberg City zu verlängern, haben 2020 begonnen.
Die nördliche Straßenseite wird von großen städtischen Wohnhausanlagen, meist aus der Zwischenkriegszeit, gesäumt. An der südlichen Straßenseite befinden sich vorwiegend Firmen- und Gewerbegebäude aus neuerer Zeit. Nur ein kurzes Stück am Ende der Straße vor der Breitenfurter Straße besitzt auch einige Häuser aus der Zeit vor dem Ersten Weltkrieg.

## Geschichte
Die Wienerbergstraße war einst ein Weg, der von Meidling auf den Wienerberg zur Spinnerin am Kreuz führte. Sie hieß im 10. Bezirk früher Gerichtsweg (bei der Spinnerin am Kreuz befand sich eine Hinrichtungsstätte), im 12. Bezirk Meidlinger Straße. Seit 1894 heißt sie Wienerbergstraße. Bis zum Anfang des 20. Jahrhunderts war sie unverbaut, mit Ausnahme der Wienerberger Ziegelfabrik. In der Zwischenkriegszeit wurden hier einige große kommunale Wohnhausanlagen errichtet, besonders der George-Washington-Hof. In den letzten Jahren entstanden mit der Wienerberg City und dem Euro Plaza große moderne Geschäftsgebäude. Die Wienerberg City mit ihren Hochhäusern ist zudem durch ihre von weit her sichtbare Skyline auf der Höhe des Wienerberges eine moderne Sehenswürdigkeit Wiens.

## Bemerkenswerte Gebäude

### Nr. 1: Ehemaliges Philips-Gebäude
An der südlichen Kante des Wienerbergs erhebt sich, weithin sichtbar, das sogenannte Philipshaus, ein Bürogebäude der Firma Philips, das 1962–1964 und 1969 / 1970 nach Plänen des Architekten Karl Schwanzer errichtet wurde. Zwischen vier Stützen ist der Baukörper in markanter Form eingespannt. Bis zur Errichtung der benachbarten Wienerberg City mit ihren noch höheren Türmen war dieses Gebäude die Sichtdominante des südlichen Wienerberges. Im Juni 2016 wurde bekanntgegeben, dass das von Philips verkaufte Gebäude zu 135 Luxussuiten umgebaut wird.

### Nr. 2, 4, 6, 8: George-Washington-Hof
Am Beginn der nördlichen Straßenseite gegenüber der Wienerberg City erstreckt sich die Längsfront des George-Washington-Hofes aus den Jahren 1927–1930, dessen Haupteingang sich zur Triester Straße hin befindet.

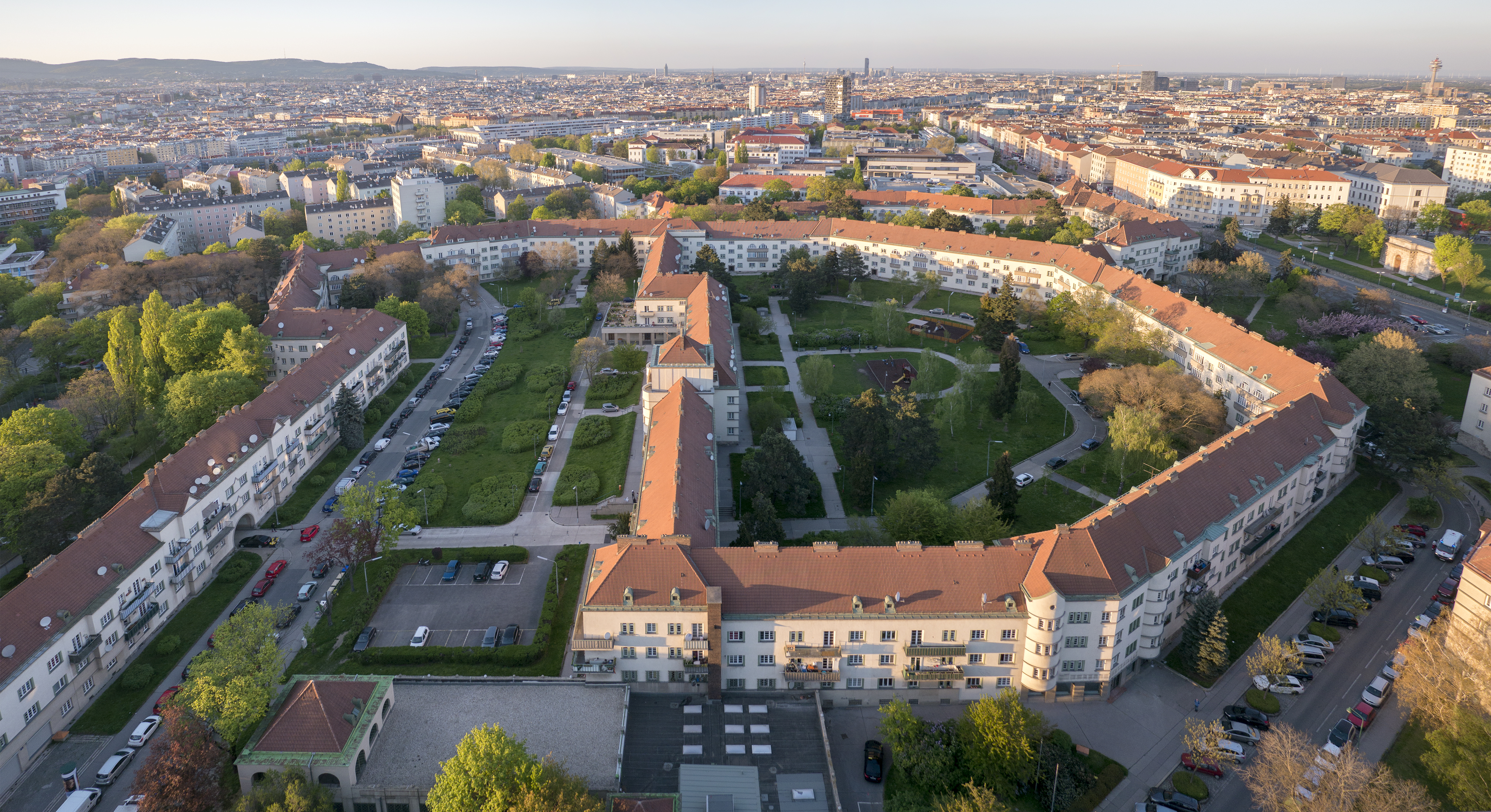
Birkenhof aus der Luft
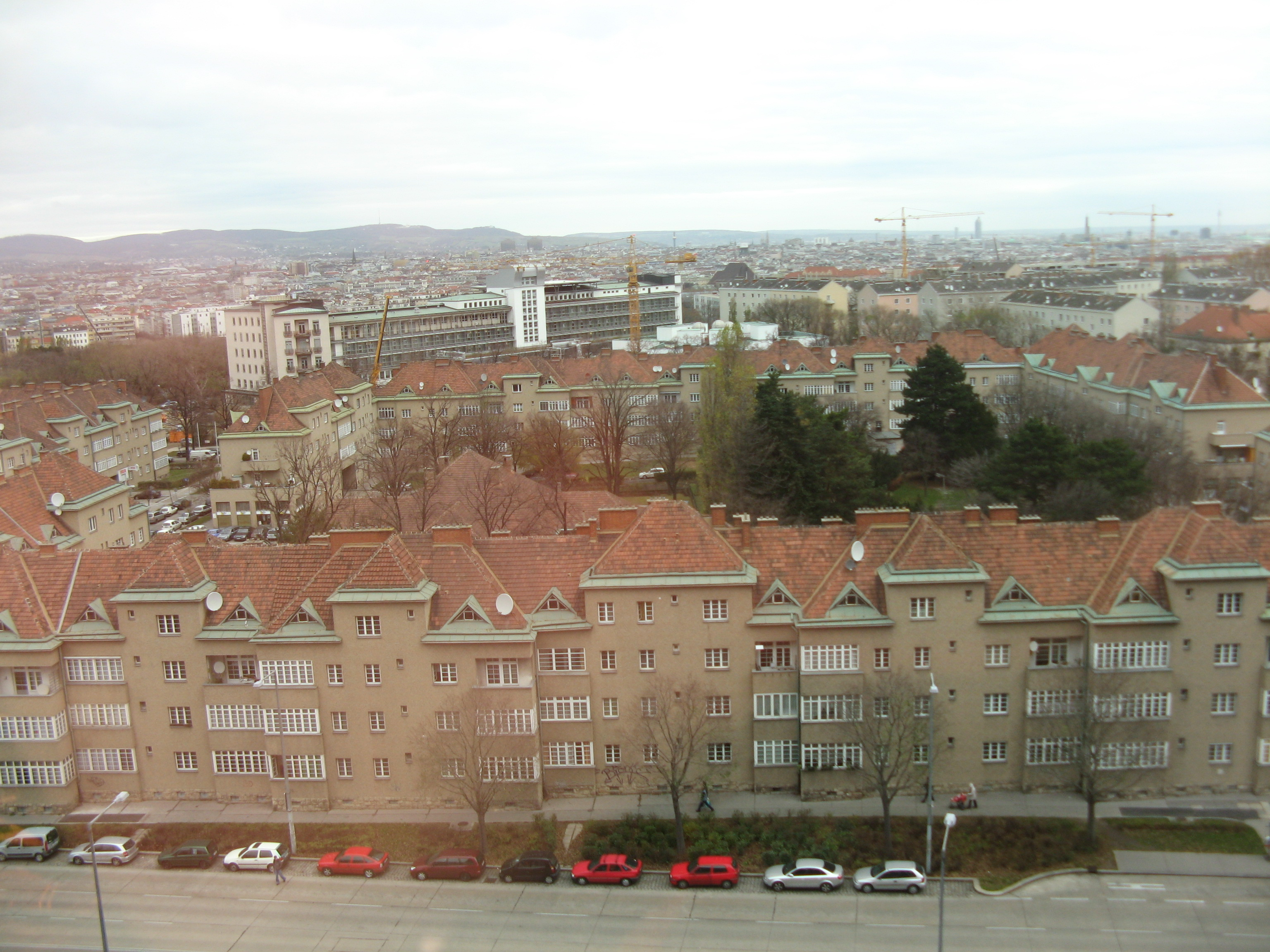
Ulmenhof
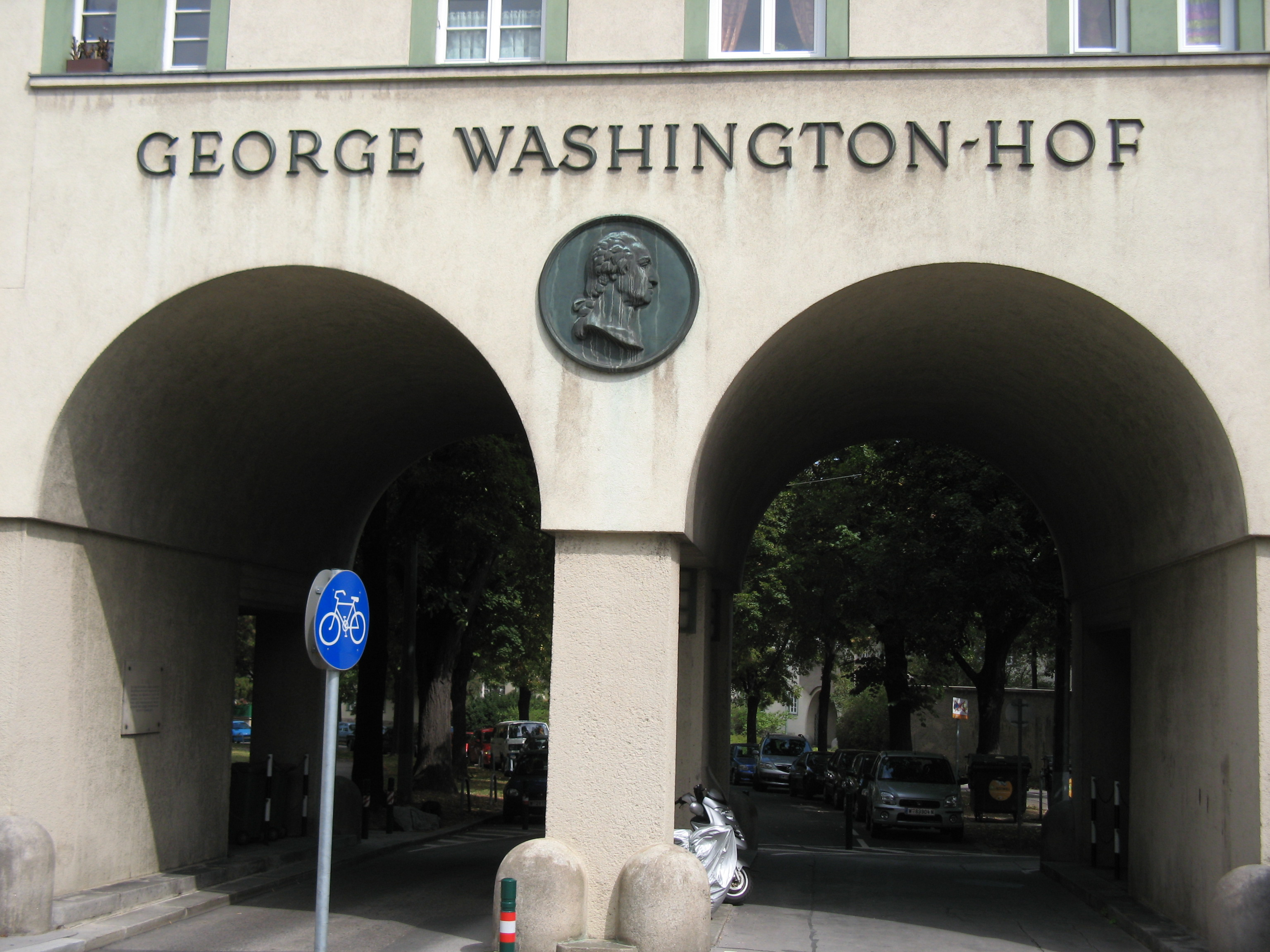
George-Washington-Hof
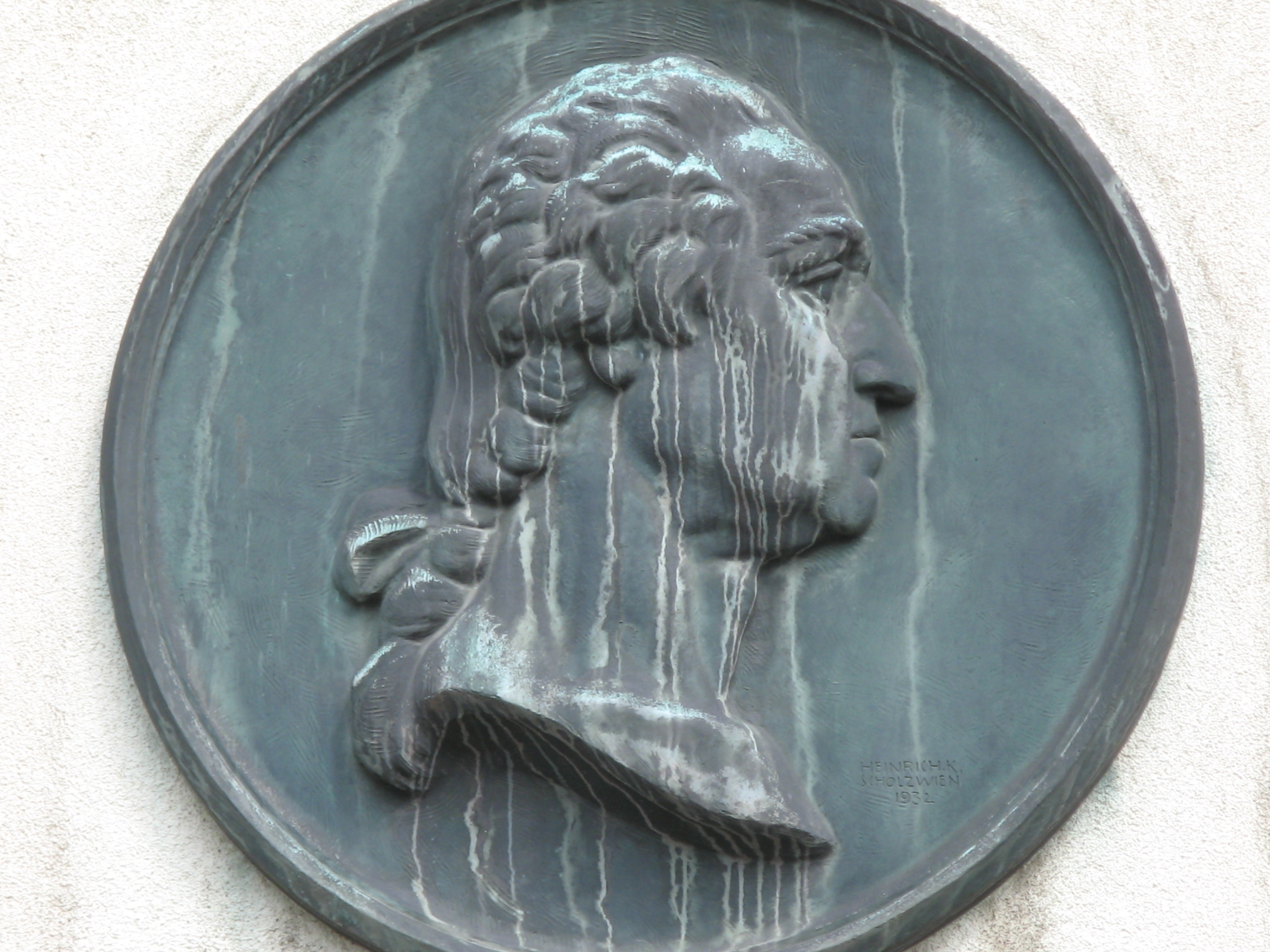
George Washington
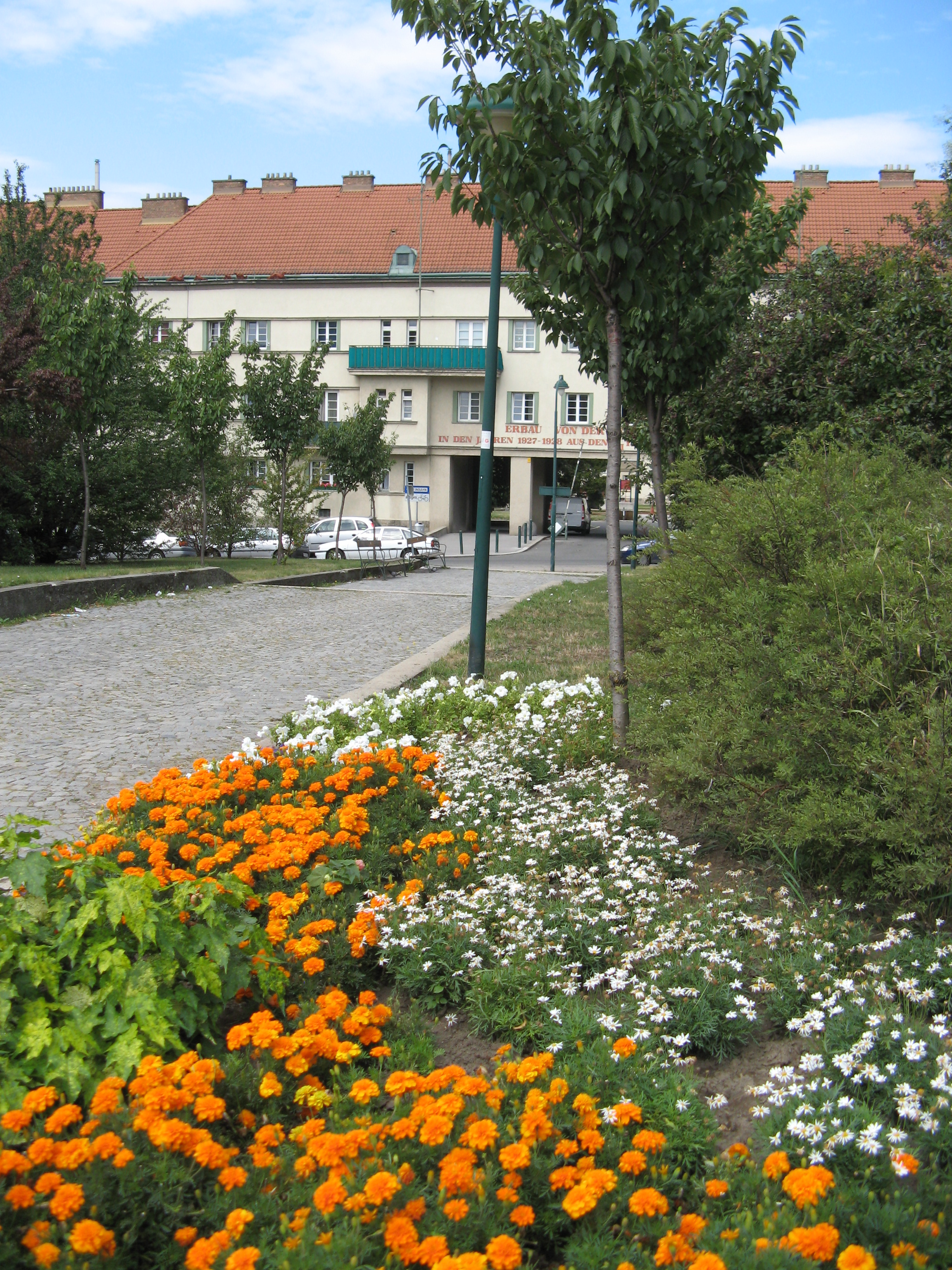
Zugang zum Birkenhof
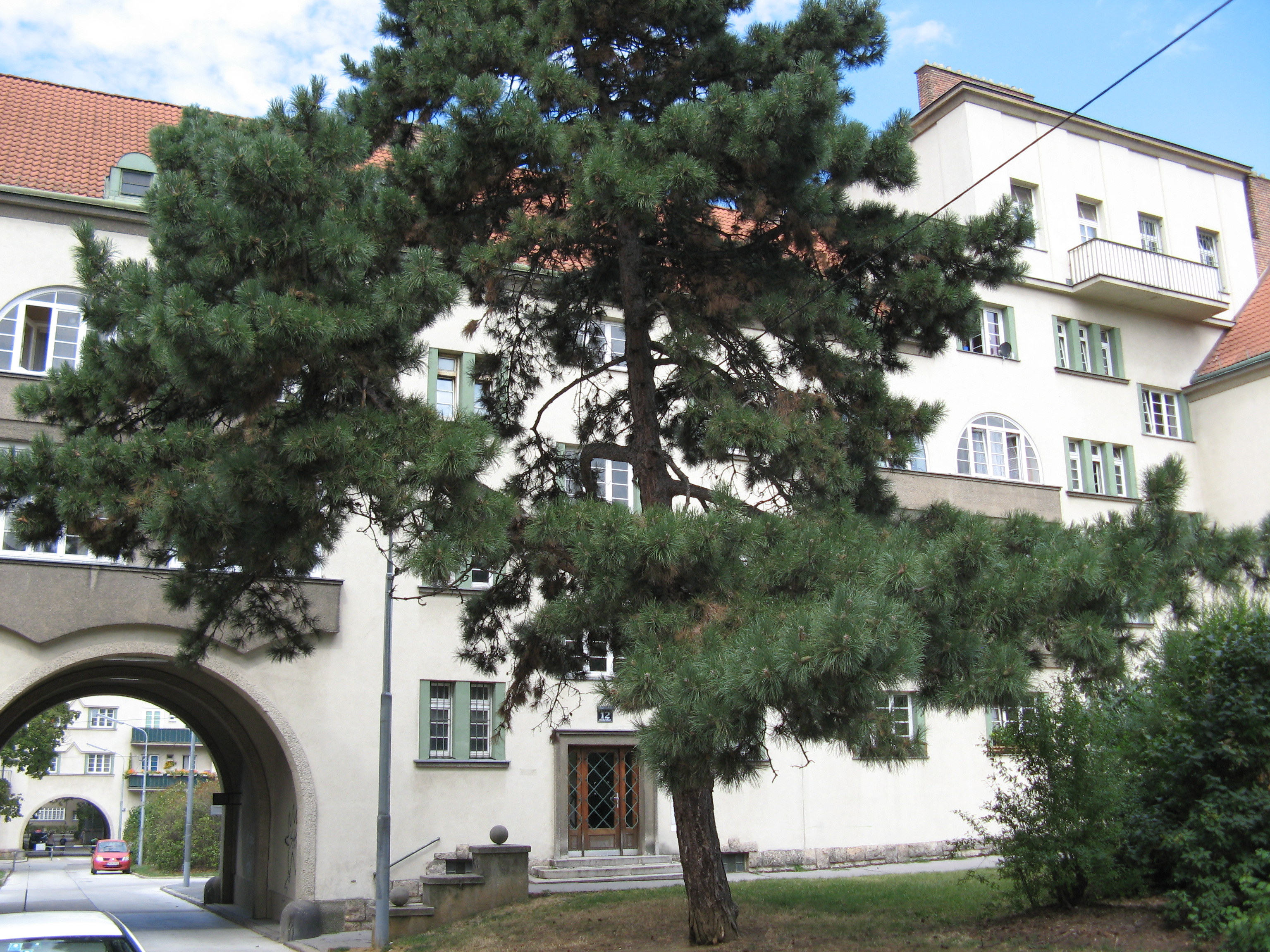
Birkenhof
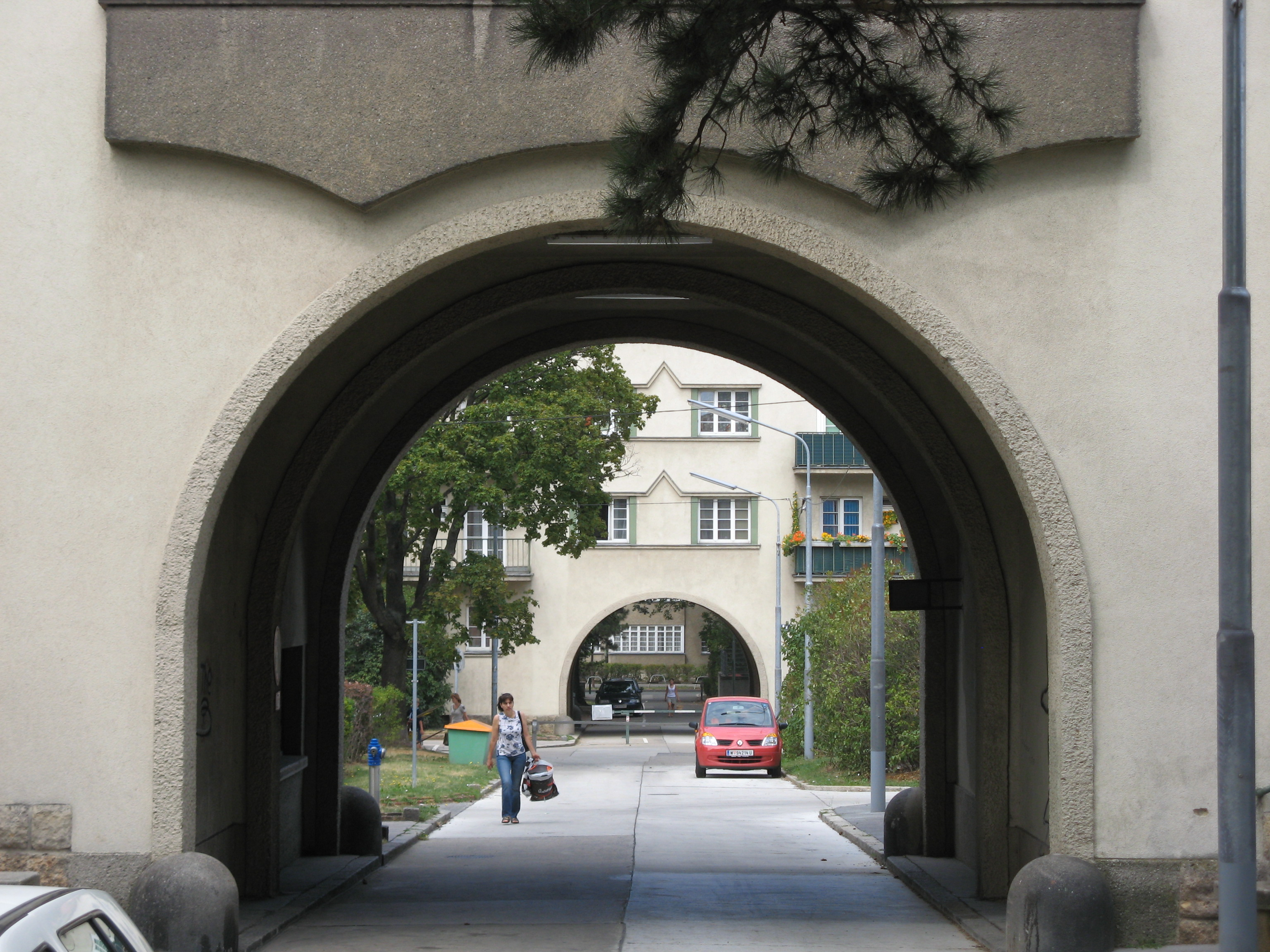
Durchgang Birkenhof / Fliederhof
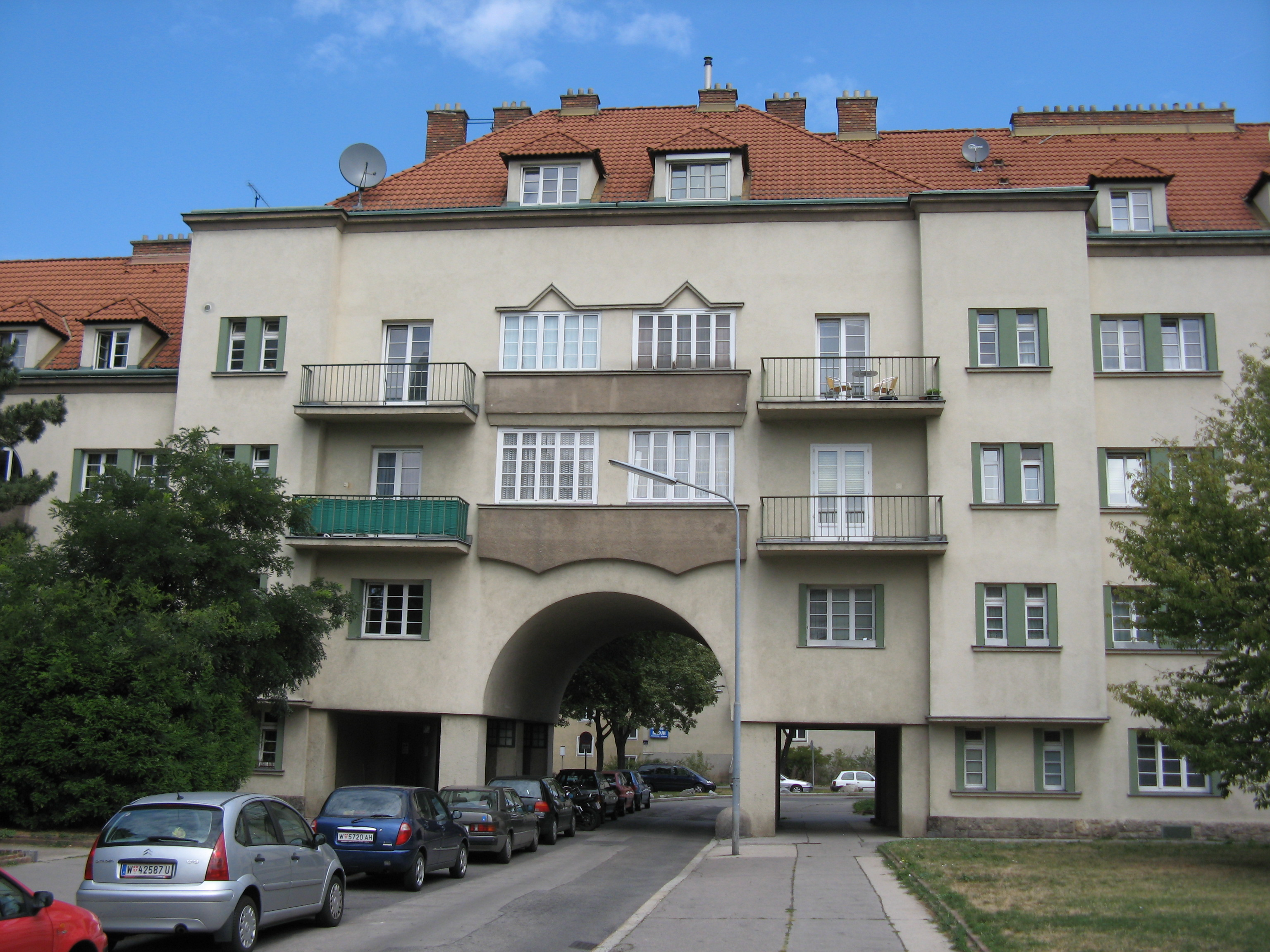
Fliederhof

### Nr. 3, 5, 7, 9: Wienerberg City
Am Beginn der Straße erheben sich auf dem einstigen Areal der Wienerberger Ziegelfabrik mehrere Hochhäuser, die teils Geschäfts- und teils Wohngebäude sind. Der Vienna Business Park entstand ab 1995. Dieses Hochhaus mit 22 Stockwerken und Dachterrasse wurde von Architekten des Atelier 4 errichtet. Es beherbergt neben Geschäftslokalen und Büros ein Cineplexx-Kino. Auf Nummer 11 befindet sich das Verwaltungsgebäude der Firma Wienerberger, das 1971–73 von Carl Appel errichtet wurde. Hinter den Gebäuden der Österreichischen Gesundheitskasse (bis 2019: Wiener Gebietskrankenkasse) erheben sich die beiden Hochhäuser Vienna Twin Towers (1999–2001) von Massimiliano Fuksas, die mit 138 bzw. 127 m zu den höchsten Gebäuden Wiens zählen und den Hauptblickfang der ganzen Wienerberg City darstellen. Die Vienna Twin Towers sind ebenfalls Bürotürme, während der Delugan-Meissl-Tower (Architekten Roman Delugan und Elke Meissl) der höchste Wohnturm des Viertels ist. Das Architekturbüro Coop Himmelb(l)au plante den Mischek-Tower (77 m) und den SEG-Tower (55 m) mit 118 Wohnungen, die beide im 8. Stockwerk durch einen sogenannten Sky-Loop verbunden sind. Ein weiterer Hochhausbau ist das Gebäude Monte Verde von Albert Wimmer mit 182 geförderten Genossenschaftswohnungen und Panoramalift. Südlich diesen Hochhäusern vorgelagert sind ein Leisure-Center mit Erholungs- und Wellness-Einrichtungen für alle Bewohner der Wienerberg City vom Architekturbüro Coop Himmelb(l)au, die Wohnhausanlagen Wohnen am Golfplatz in Form eines Rundbaus von Helmut Wimmer, Hängende Gärten von Günter Lautner und eine Panorama-Dachterrasse von den Architekten Delugan Meissl.

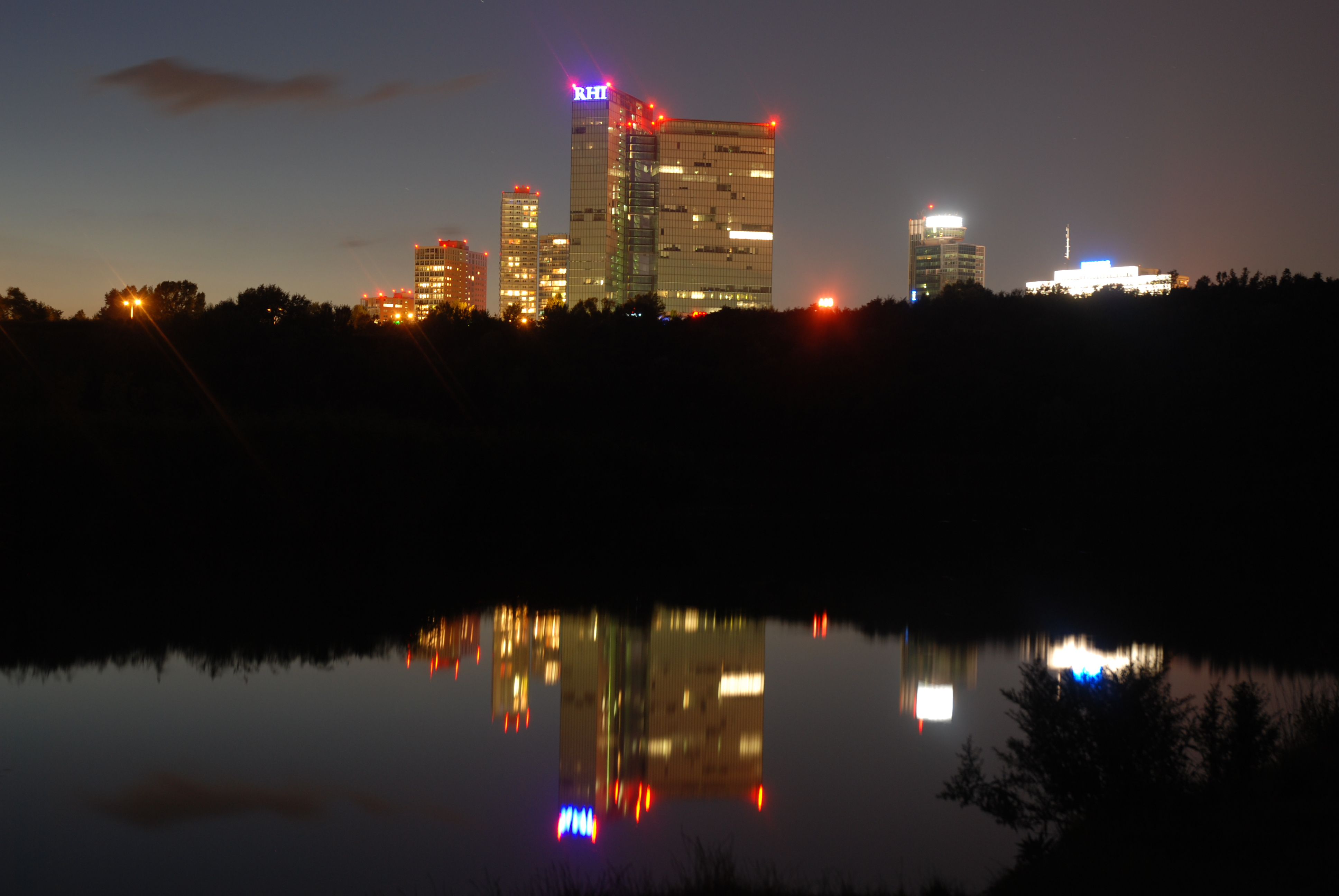
Skyline
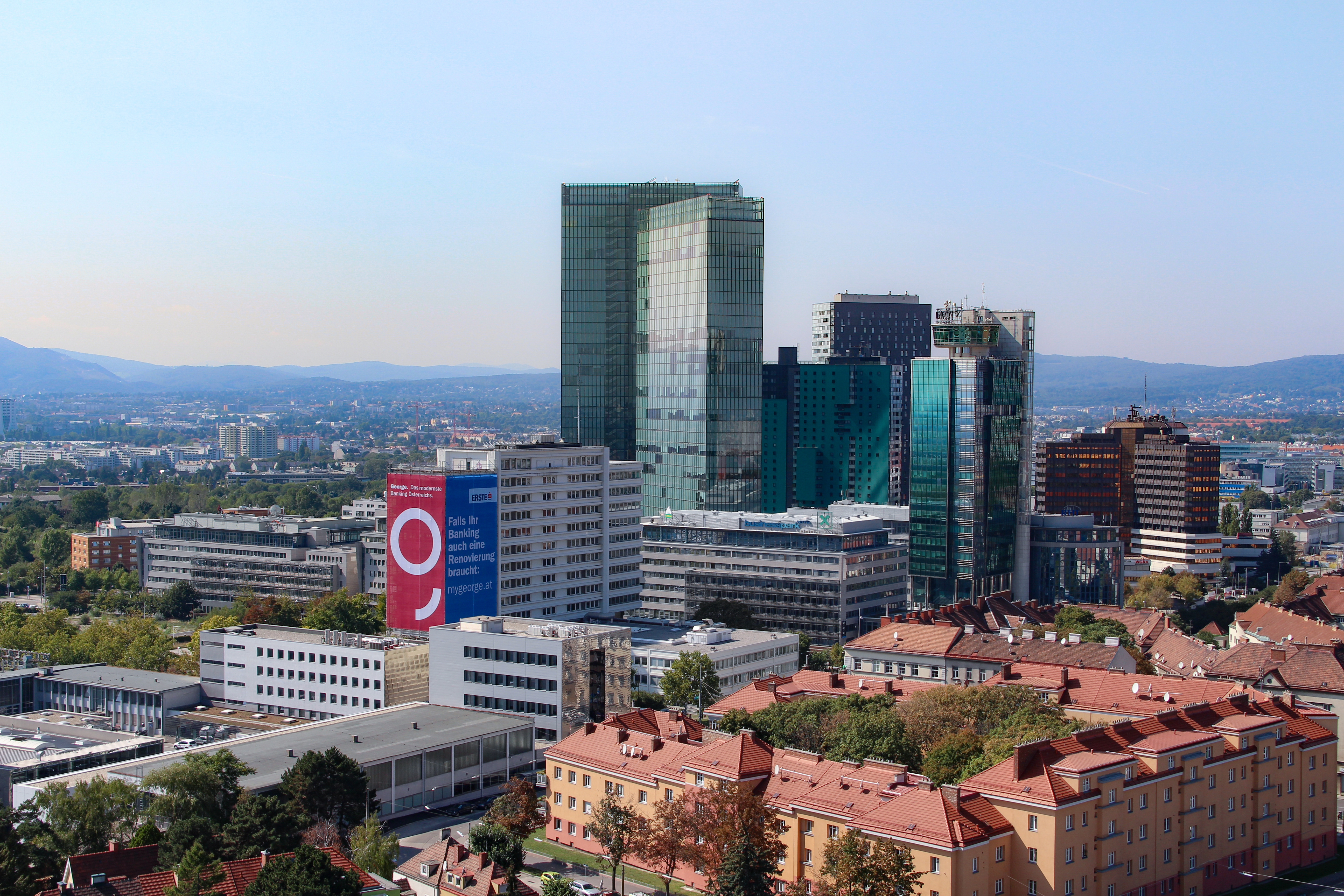
Gesamtansicht gegen Süden
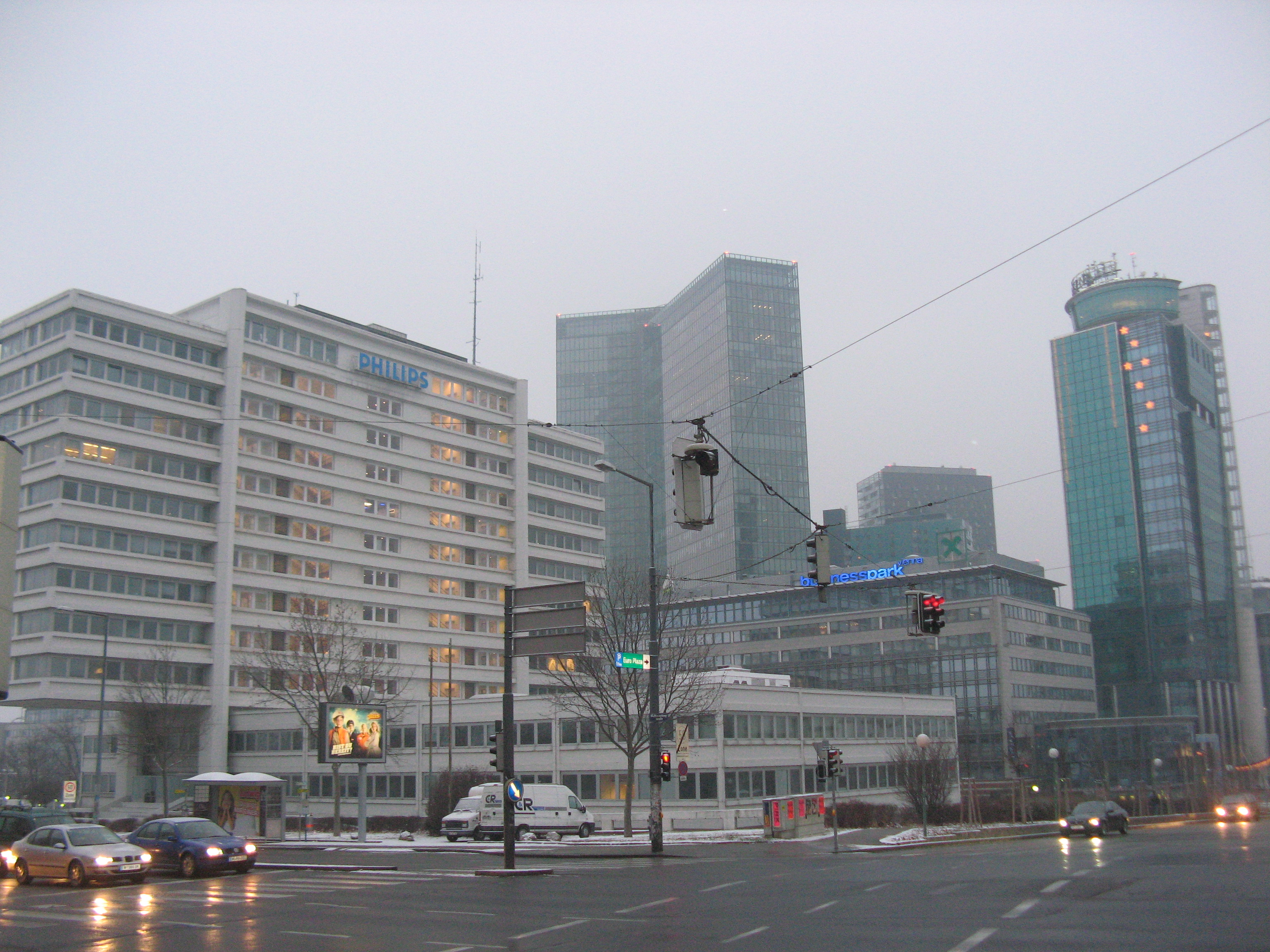
Wienerbergstraße mit Wienerbergcity
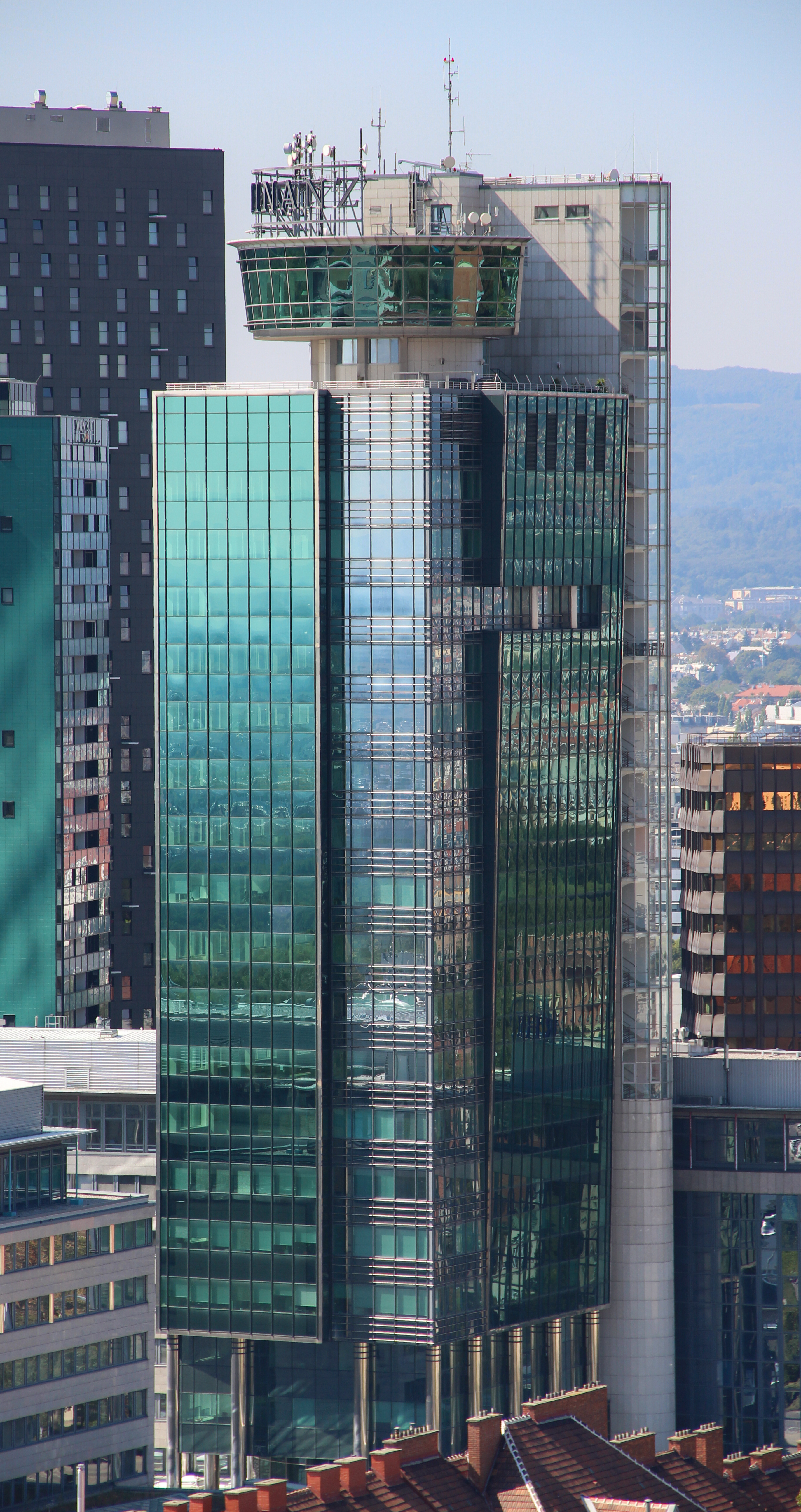
Business Park Tower
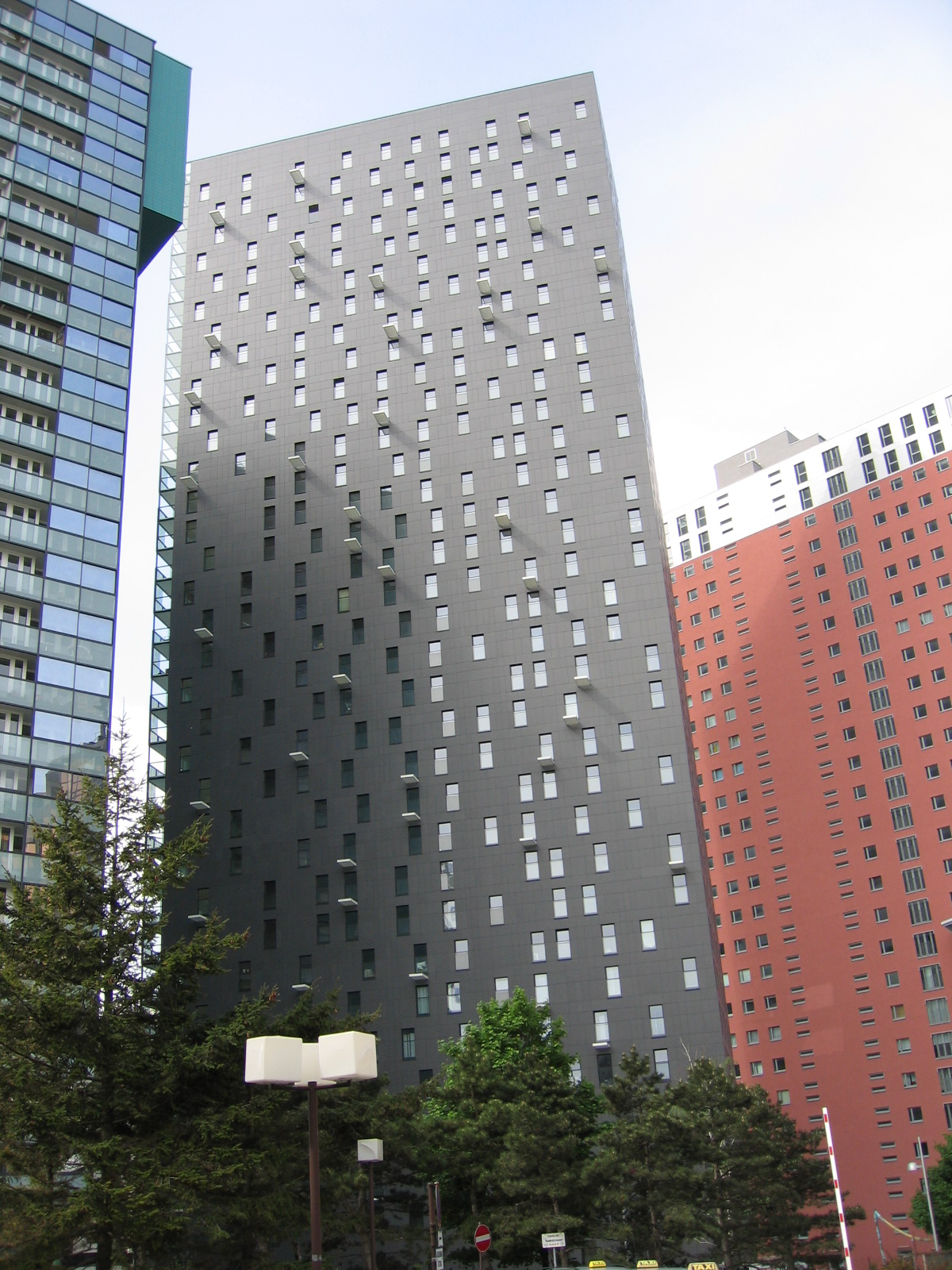
Delugan Meissl Tower
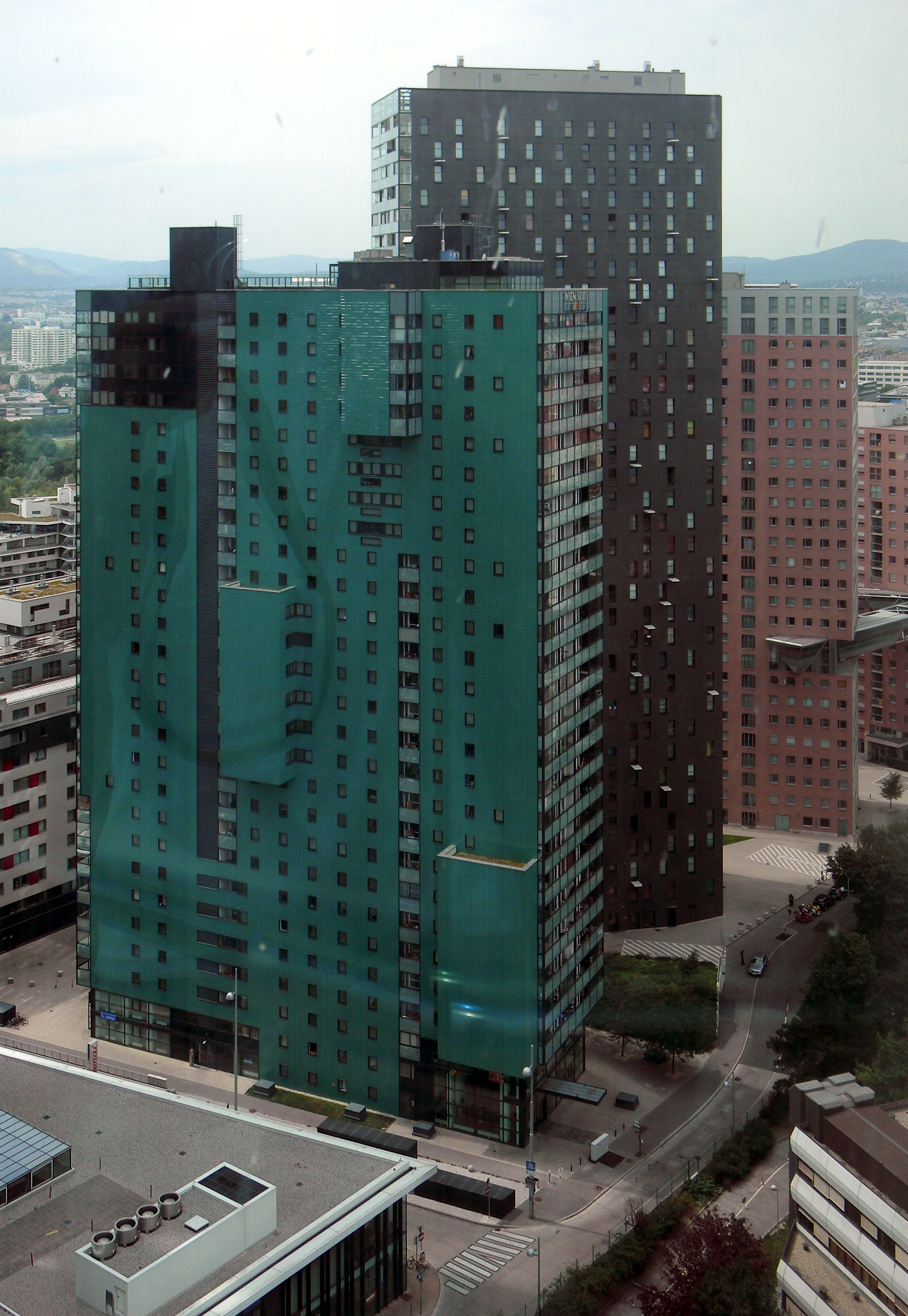
Wohnturm Monte Verde
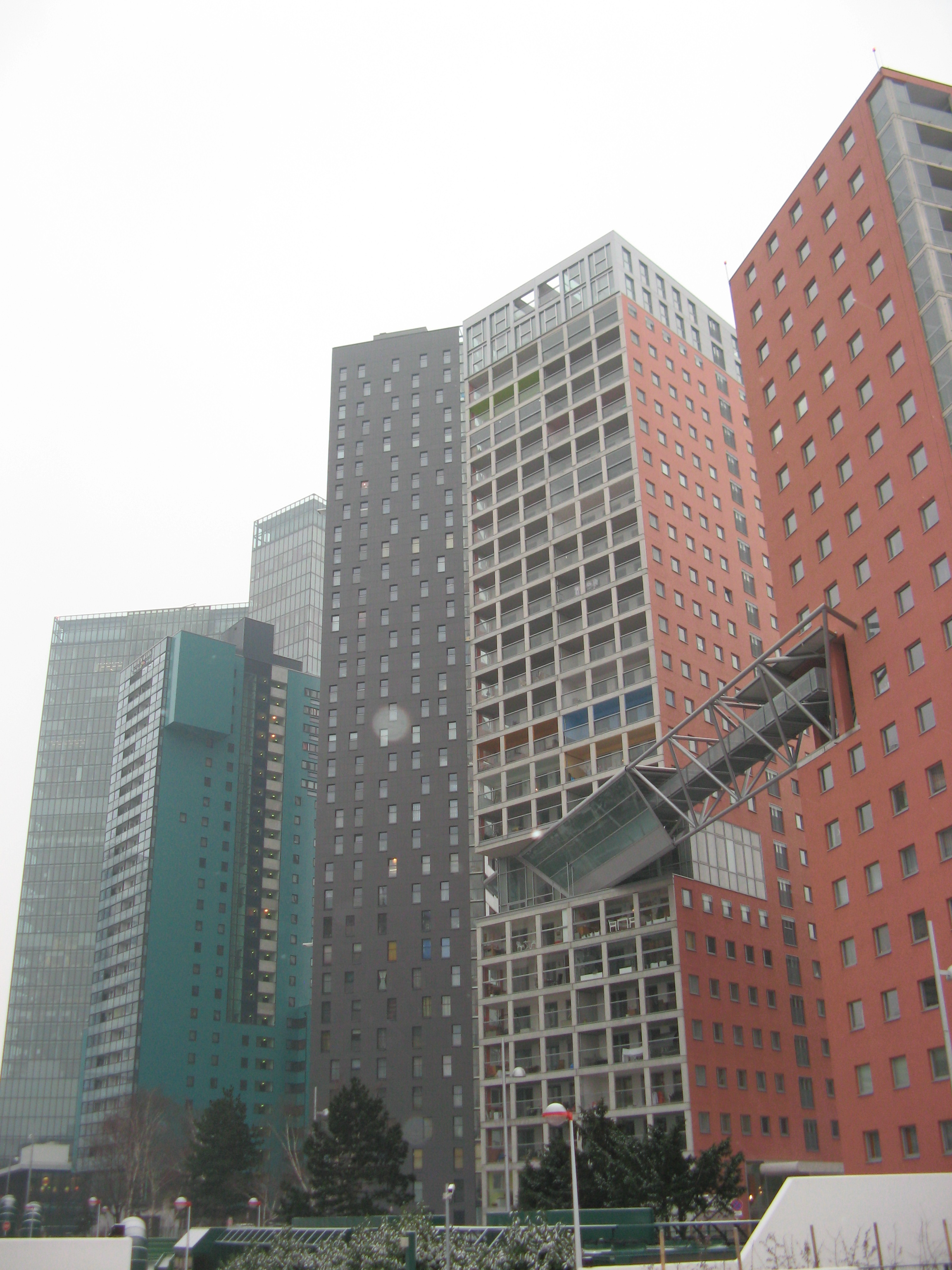
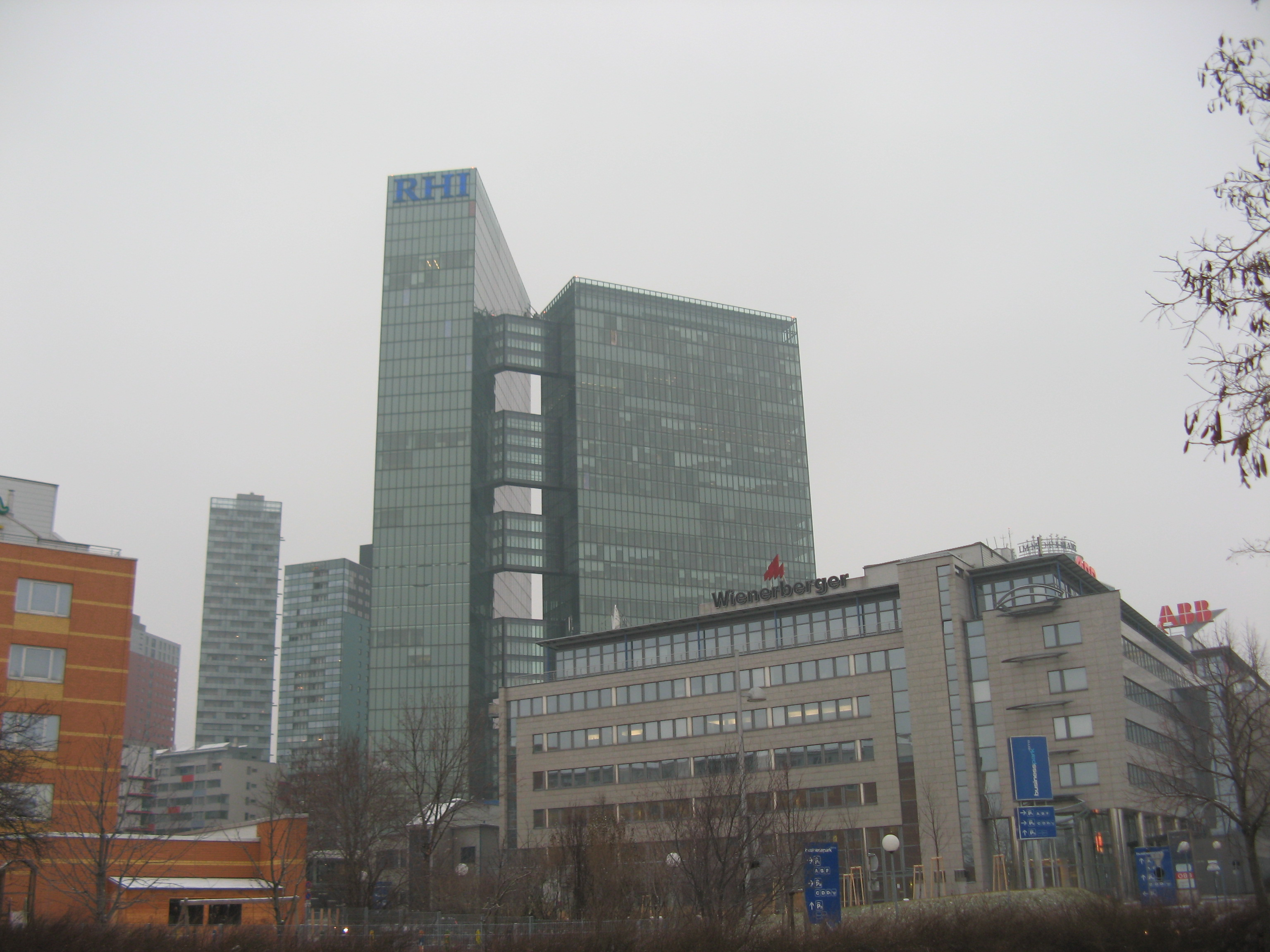
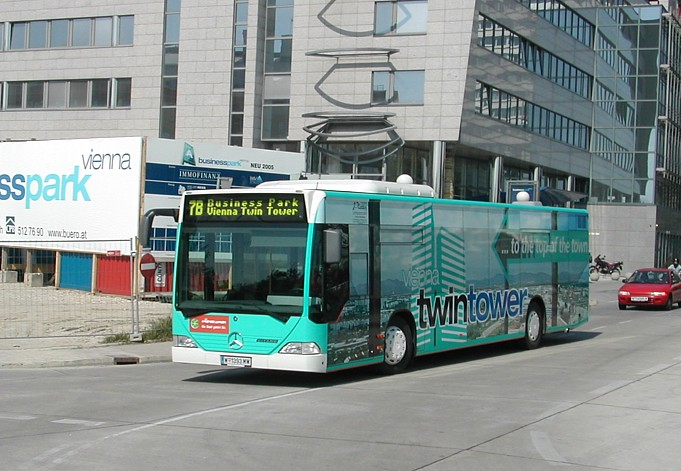
Autobus 7B

### Nr. 10: Städtische Wohnhausanlage
Diese städtische Wohnhausanlage mit 162 Wohnungen wurde 1931/32 von Carl Witzmann errichtet. Es handelt sich um einen Straßenhof mit Bänder- und Balkongliederung.

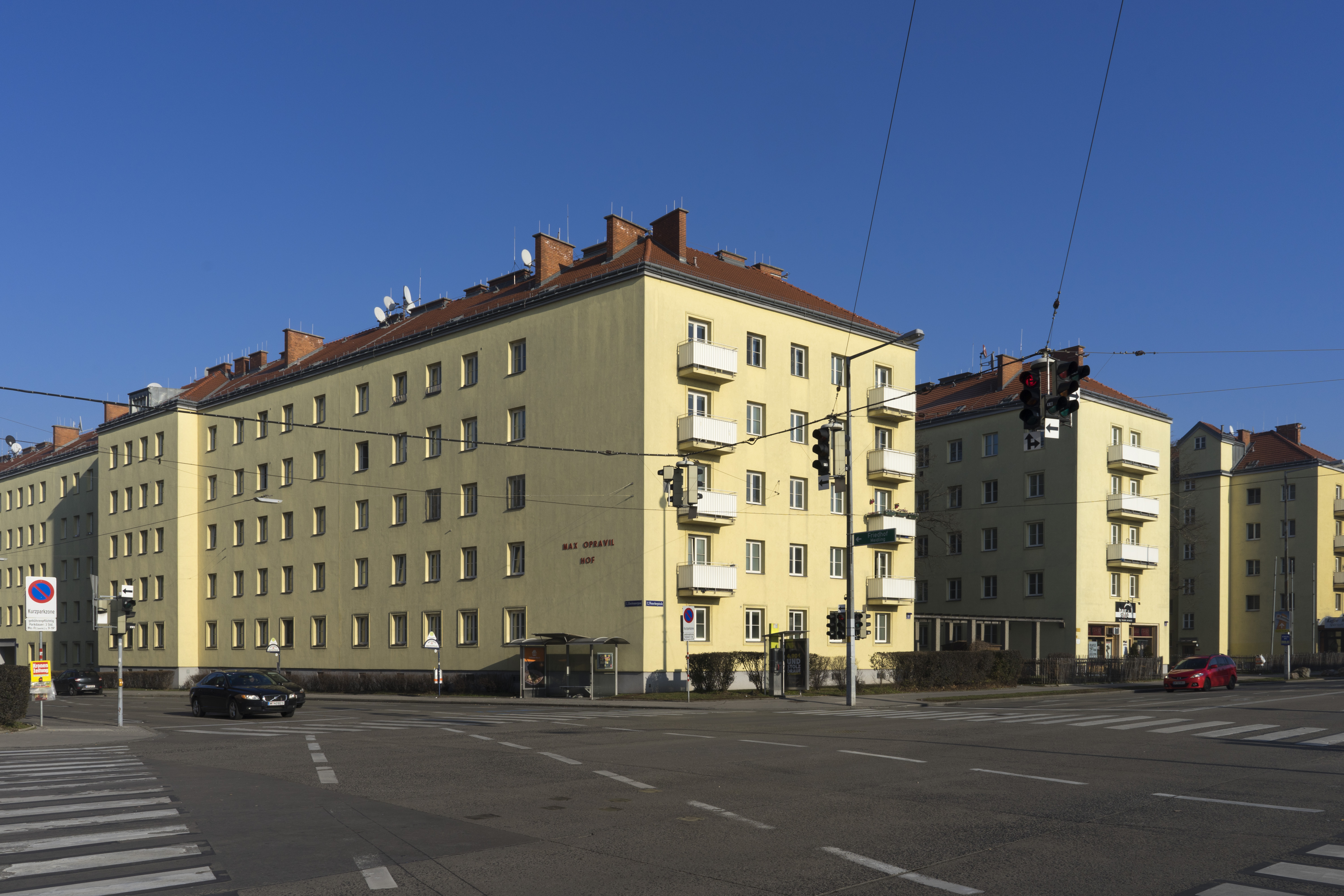
Max-Opravil-Hof

### Nr. 12: Max-Opravil-Hof
Auf diesem Grundstück befand sich während des Ersten Weltkriegs ein Barackenspital und danach einige Kleinhäuser. Die städtische Wohnhausanlage zwischen Wienerbergstraße, Eibesbrunnergasse, Unter-Meidlinger Straße und Moosbruggergasse wurde zwischen 1949 und 1954 nach Plänen der Architekten Rudolf Kolowrath, Edith Lessel, Otto Nobis und Erich Oberdorfer errichtet. Sie umfasst 426 Wohnungen und ist außer an der Wienerbergstraße in geschlossener Randverbauung mit vier Stockwerken sparsam gegliedert gestaltet. An der Wienerbergstraße liegen dazwischen schmale Baublöcke, die durch Pergolen miteinander verbunden sind. Im Innenhof dieser großen Wohnhausanlage befindet sich eine Tiersäule aus Keramik von Robert Obsieger (1960). Nach dem Abriss der Wohnhausanlage Wienerbergstraße 38 wurde die dort befindliche Steinskulptur eines Seelöwen (1954) von Othmar Jarmer zusätzlich im Max-Opravil-Hof aufgestellt. Benannt ist die Wohnanlage nach dem sozialdemokratischen Bezirksobmann von Meidling, Max Opravil (1896–1971).

### Nr. 13, 15, 17, 19: Österreichische Gesundheitskasse ÖGK
Das Gesundheitszentrum Süd der ÖGK (bis Ende 2019: Wiener Gebietskrankenkasse) wurde 1974/75 von den Architekten Thomas Reinthaller und Franz Requat errichtet. Das Gebäude ist sternförmig gebaut. Das dort befindliche Großambulatorium stellt eine wichtige Gesundheitseinrichtung im südlichen Wien dar.
Das ypsilonförmige Verwaltungsgebäude daneben entstand 1977–1981.

### Nr. 14–14A: Städtische Wohnhausanlage
Diese Wohnhausanlage mit mehreren Stiegen wurde 1959/60 von Heinrich Reiter und Brigitte Kiesewetter errichtet. Jede Stiege ist mit einem großen Sgraffito verziert, das afrikanische, indianische, chinesische und Symbole aus der Südsee zeigt. Im Hof befindet sich eine Bronzeplastik Sitzendes Mädchen aus dem Jahr 1963 von Hans Knesl. An der Straßenfront hat Roman Haller ein großes Sgraffito mit ornamentalem Schmuck und dem Spruch Friede in unserem Hause, Friede im Haus nebenan, Friede dem friedlichen Nachbarn, daß jedes gedeihen kann gestaltet.

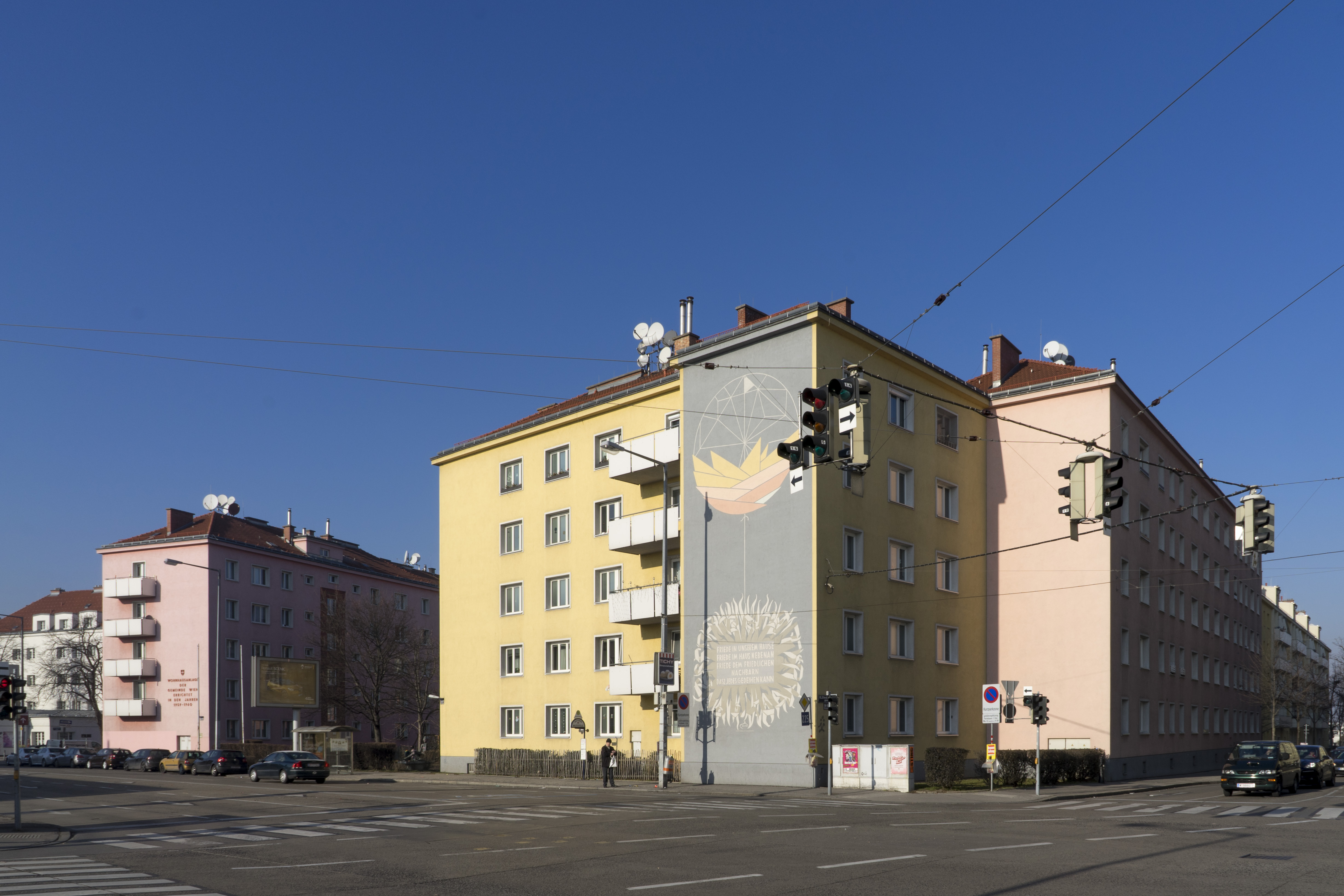
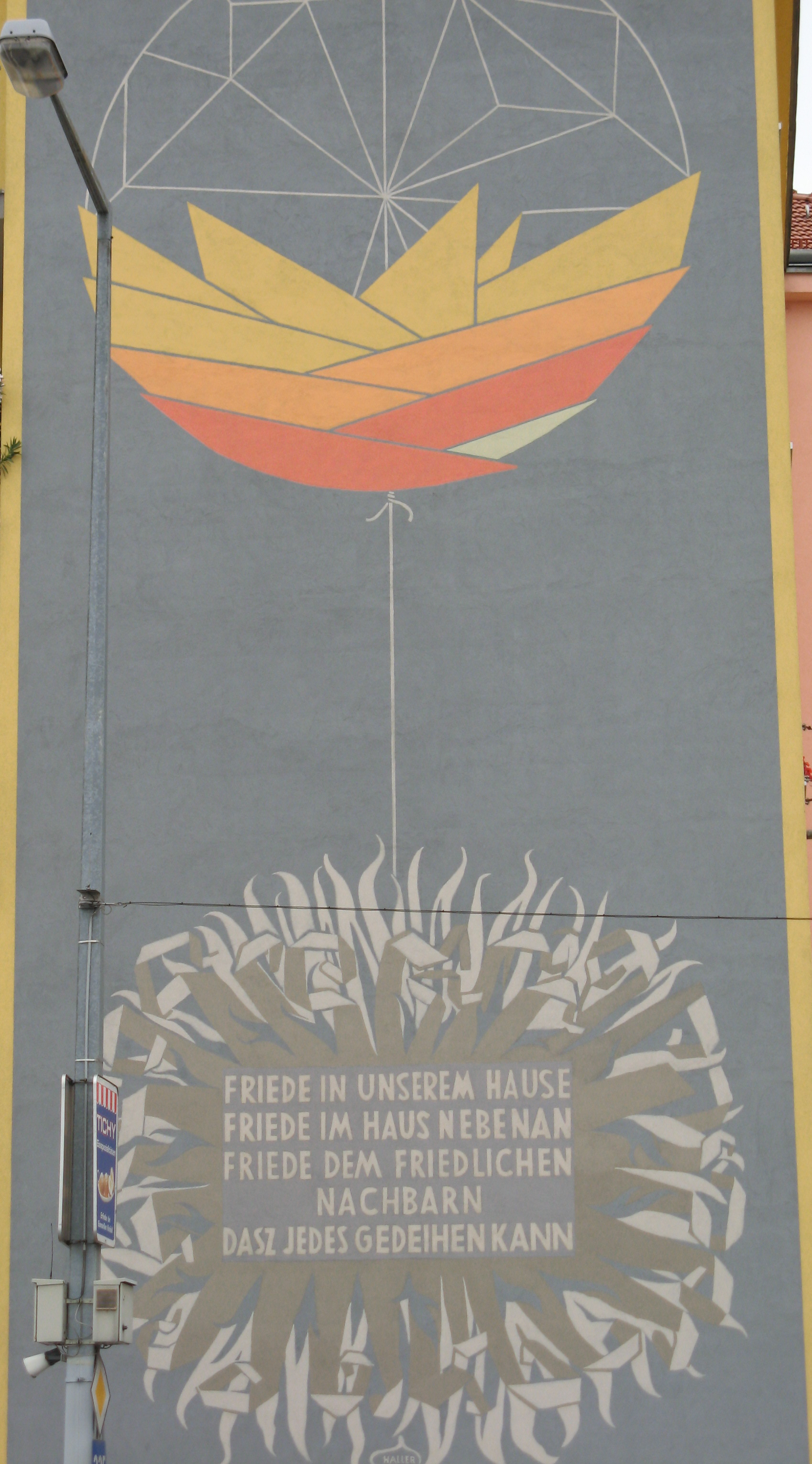
Sgraffito von Roman Haller
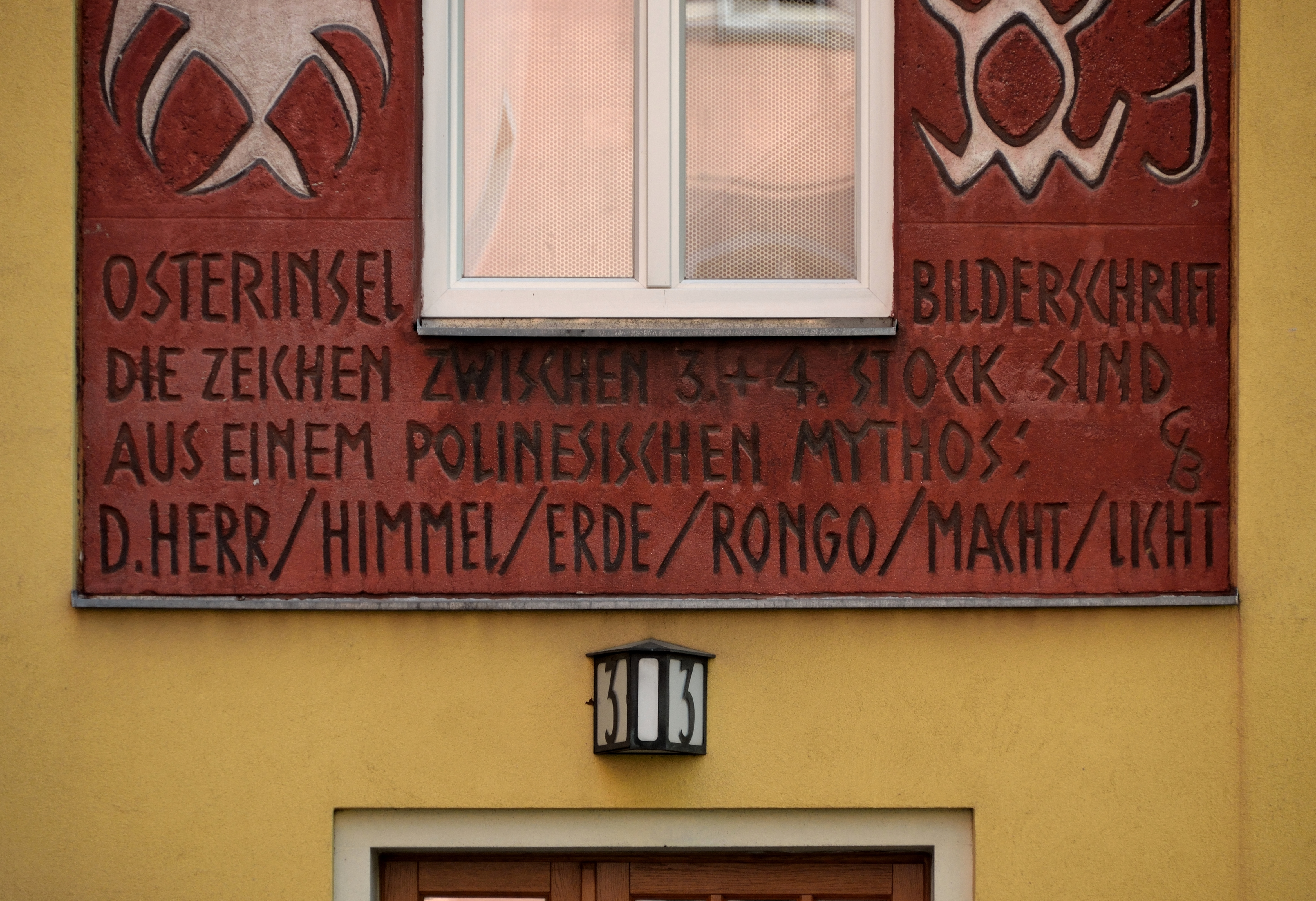
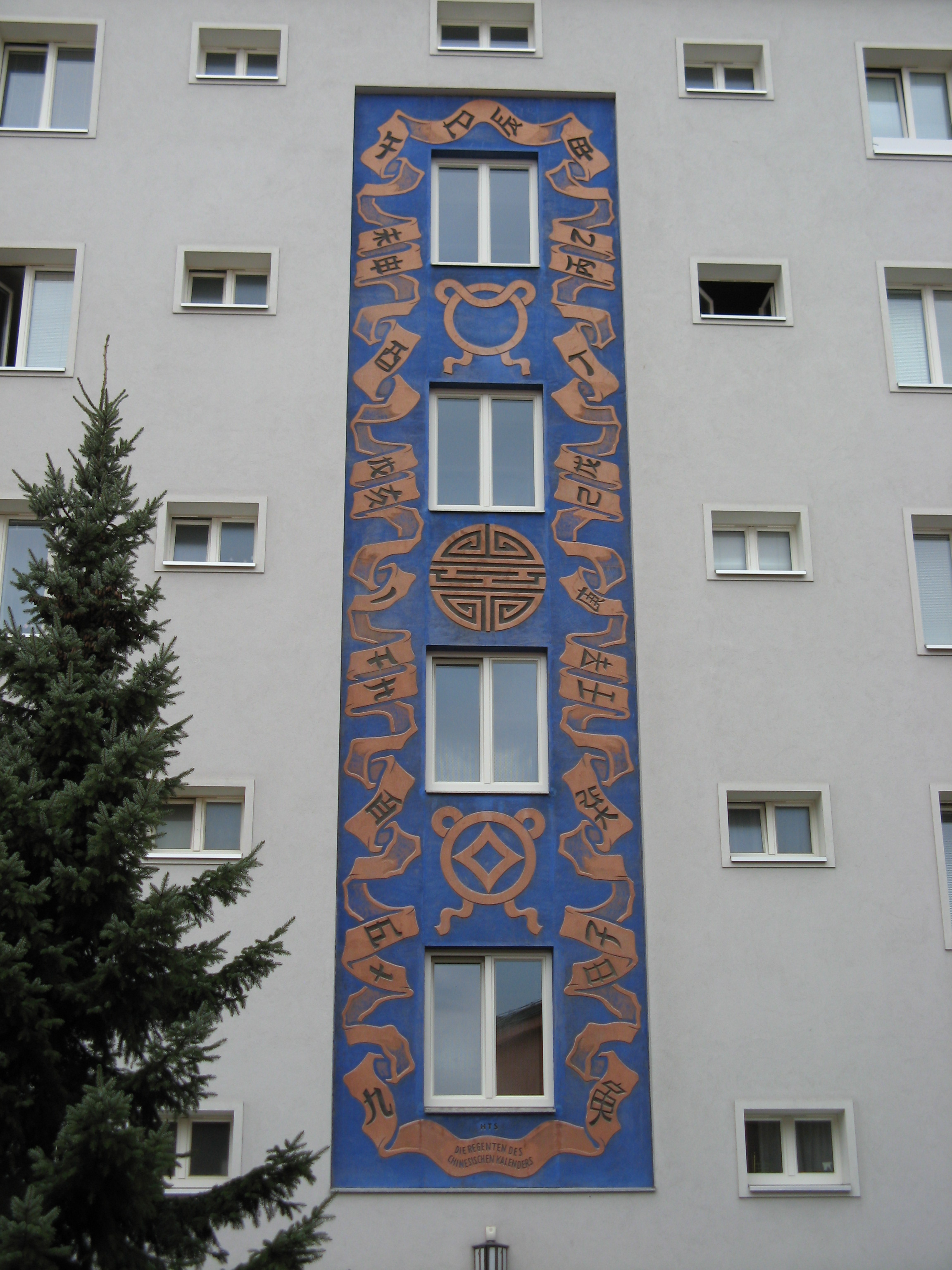
Sgraffito Chinesische Glückssymbole (1959) von Toni Schimek
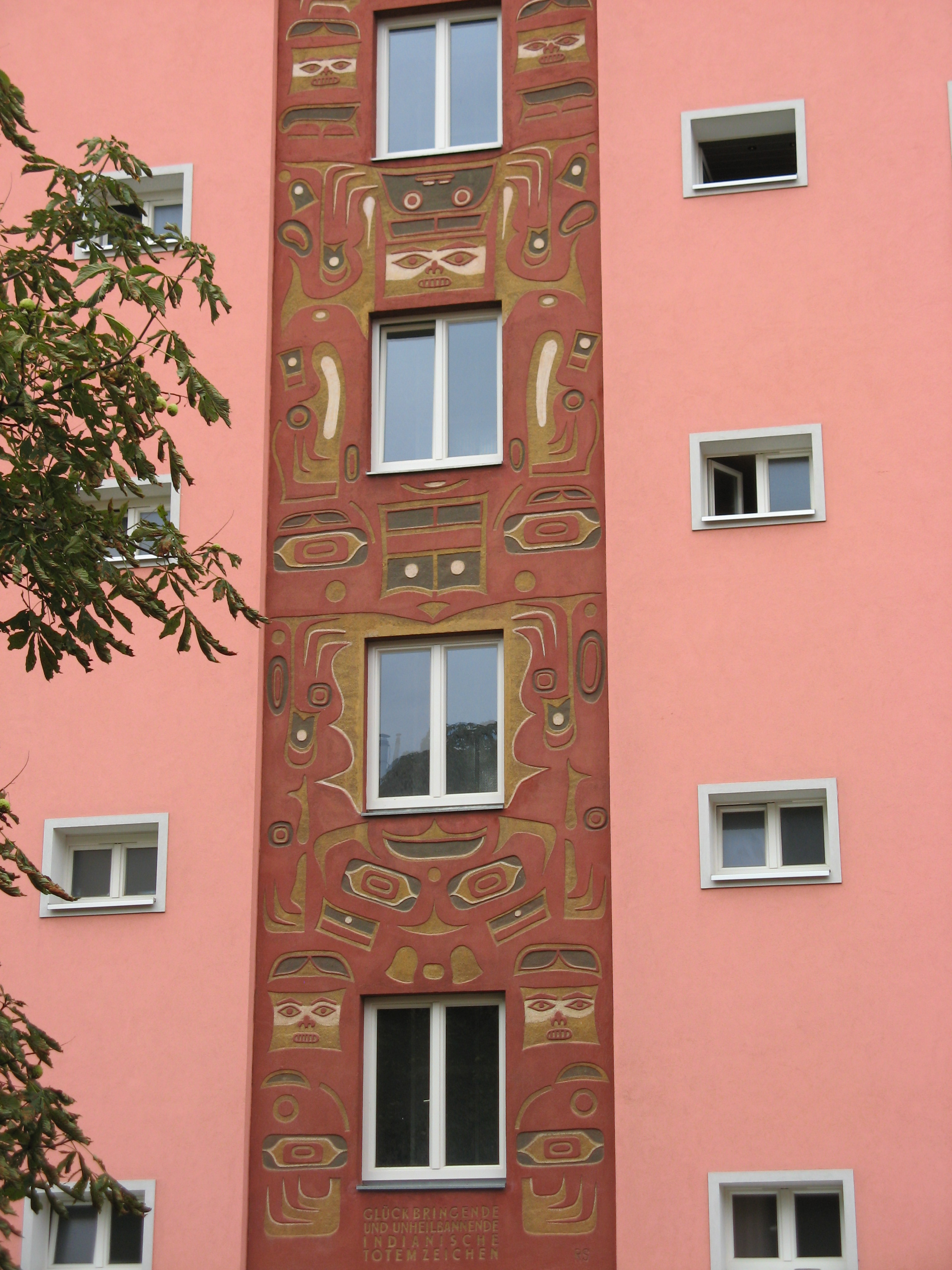
Sgraffito Indianische Totemzeichen (1959) von Rosita Salem
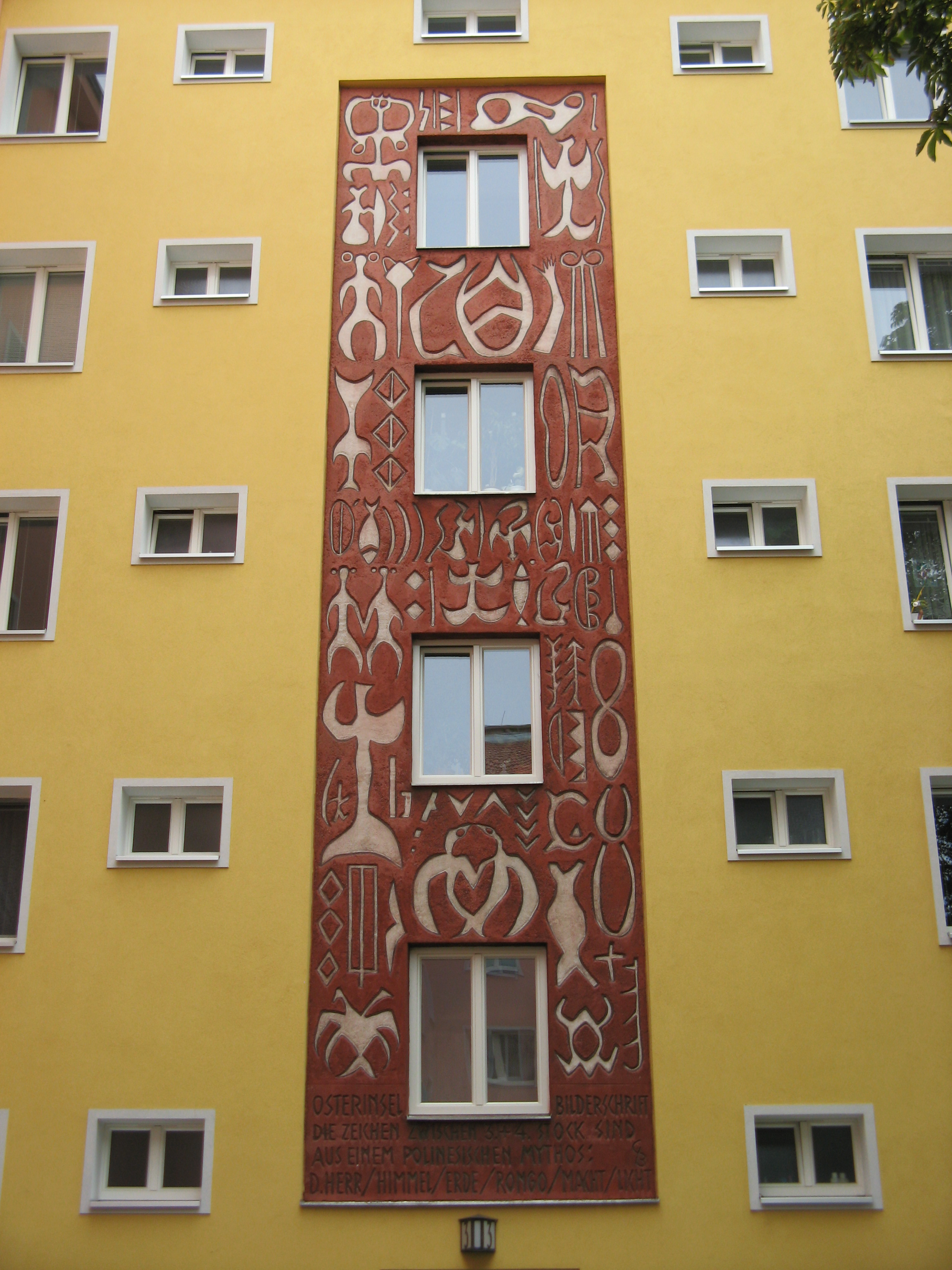
Sgraffito Ozeanische Ornamente (1960) von Karl Bednarik
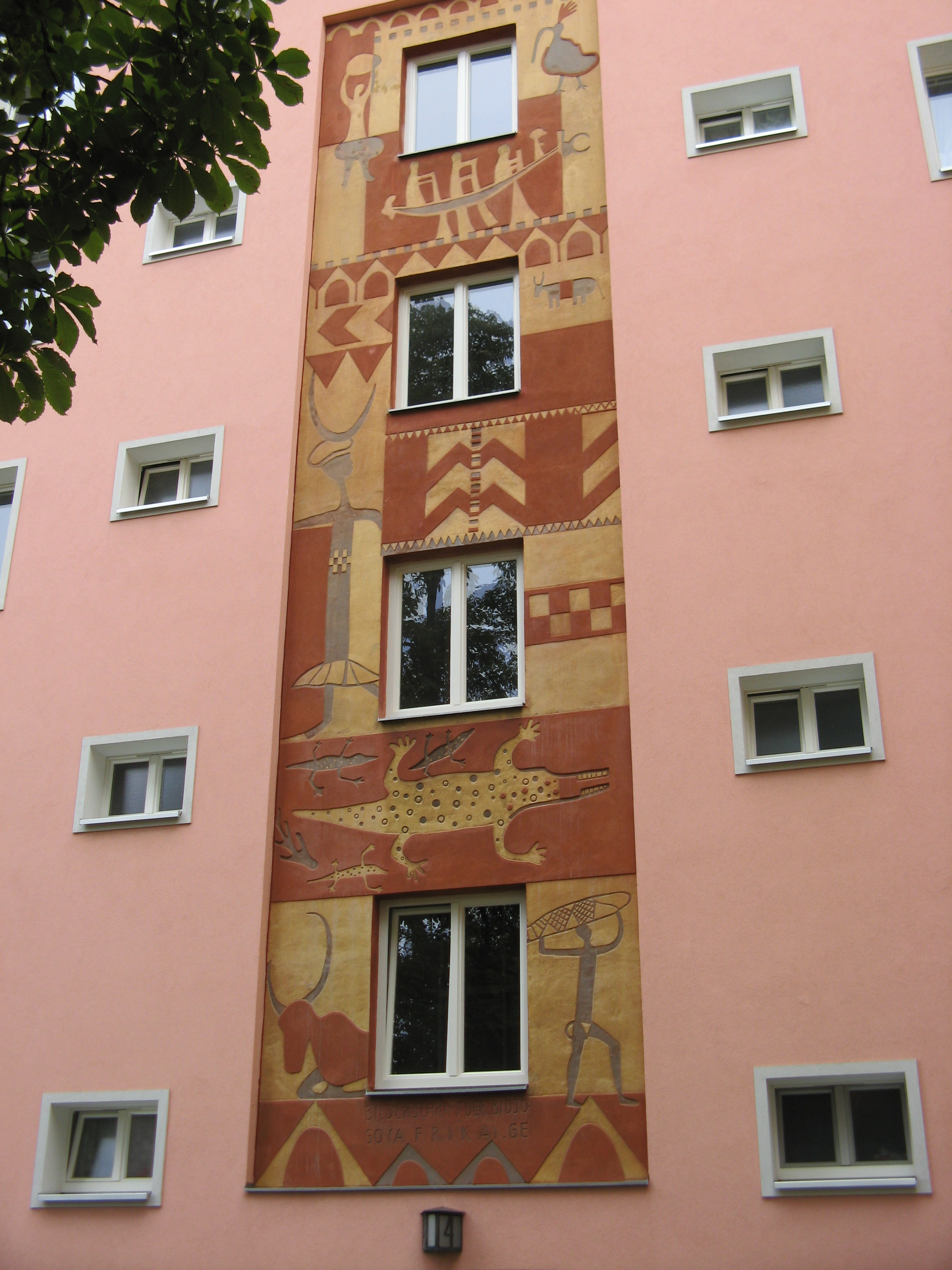
Sgraffito Afrikanische Schriftzeichen (1960) von Godwin Ekhart
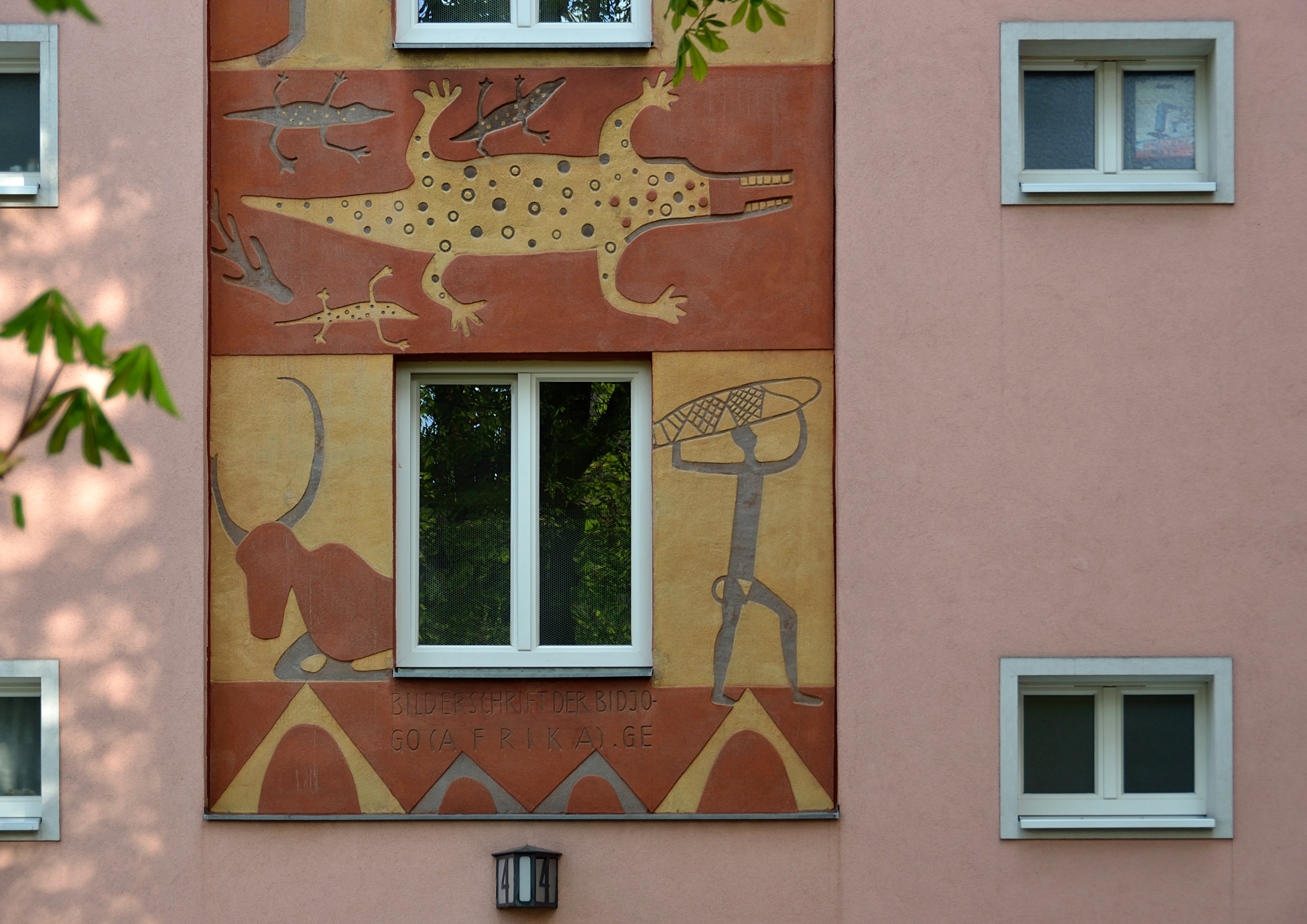
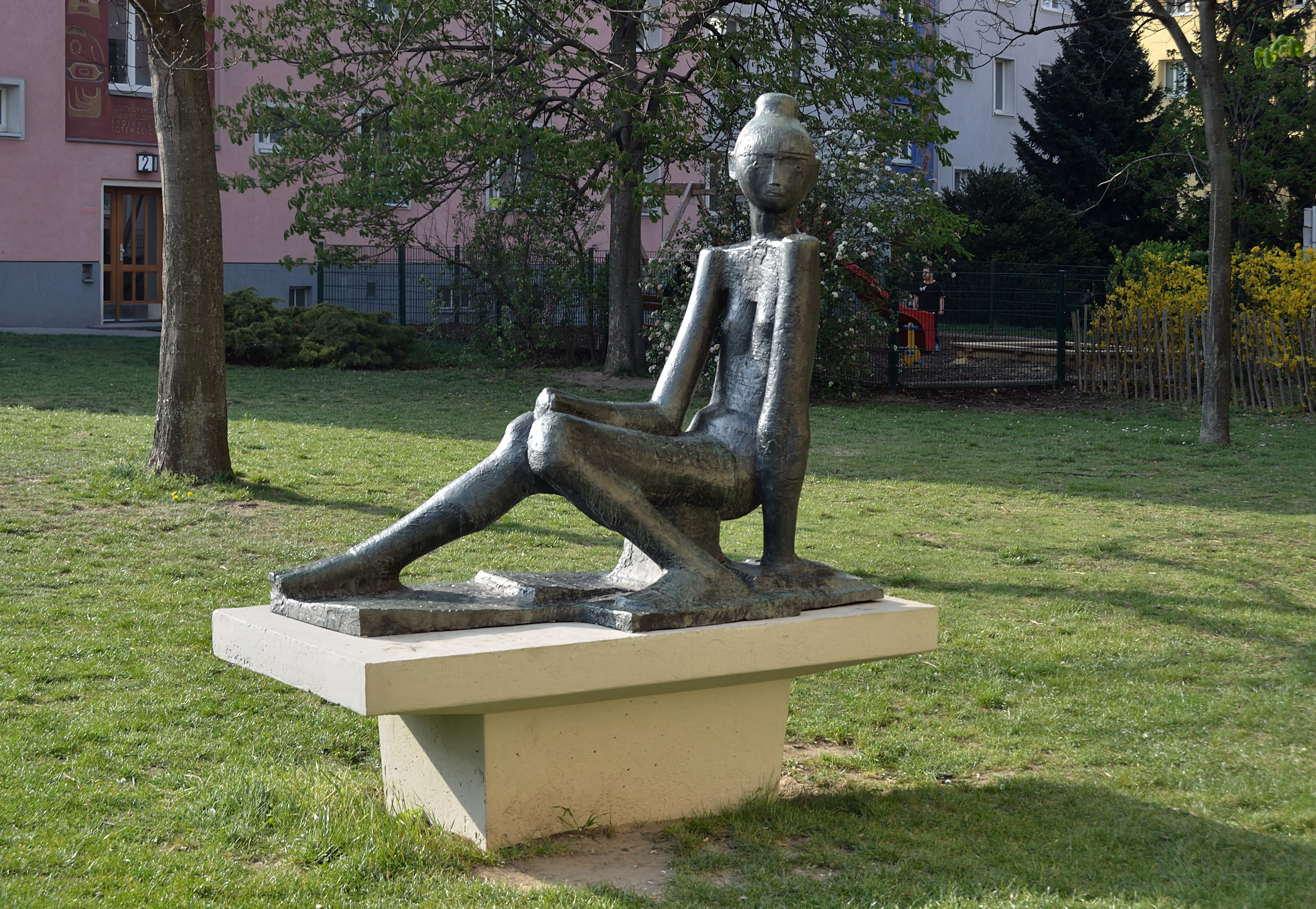
Sitzendes Mädchen (1963) von Hans Knesl

### Wohnhausanlage Am Wienerberg
Diese Wohnhausanlage entstand auf zwei ursprünglich getrennten Parzellen und wurde in zwei Teilen von unterschiedlichen Architekten entworfen.

#### Nr. 16–18: Am Wienerberg, älterer Bauteil
Der ältere Teil der Wohnhausanlage wurde 1926/27 von den Architekten Rudolf Frass, Rudolf Perco und Karl Dorfmeister errichtet. Im zur Straßen hin offenen Innenhof befinden sich zwei Plastiken Knabe mit Bär und Mädchen mit Gänsen von Wilhelm Hejda (1929).

#### Nr. 20: Am Wienerberg, jüngerer Bauteil
Der jüngere Teil der Wohnhausanlage wurde 1926/27 von Camillo Fritz Discher und Paul Gütl errichtet. Die Anlage zeigt verschiedene expressionistische Bauelemente, wie Spitzgiebel, Polygonalerker und Klinkerfelder.

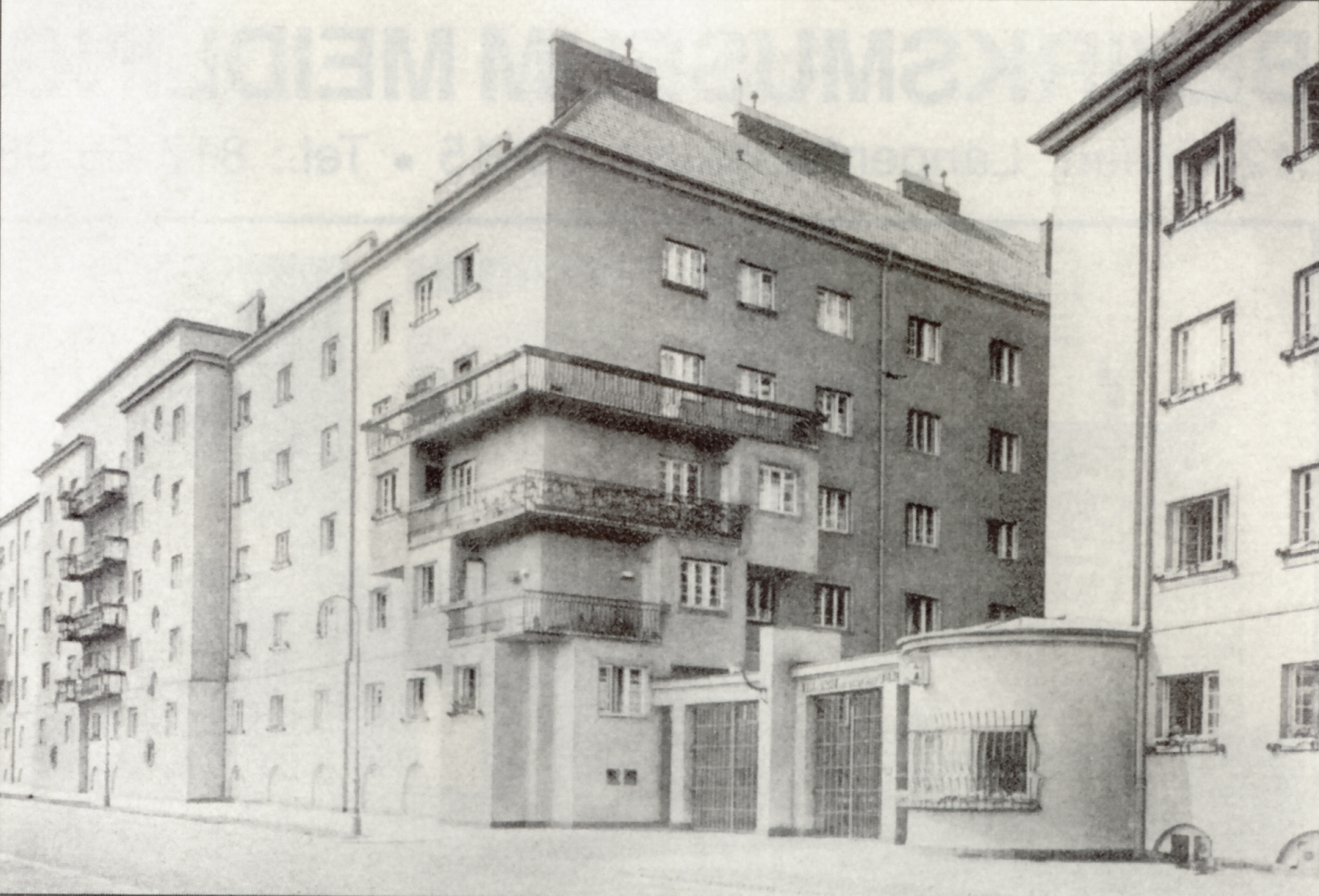
Foto 1930
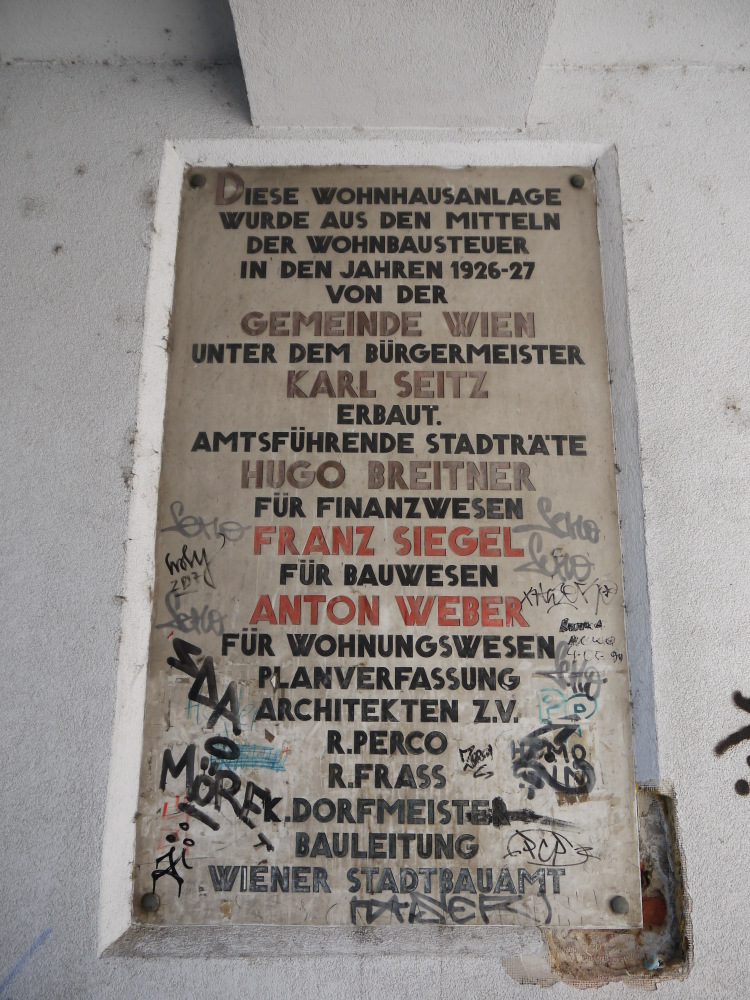
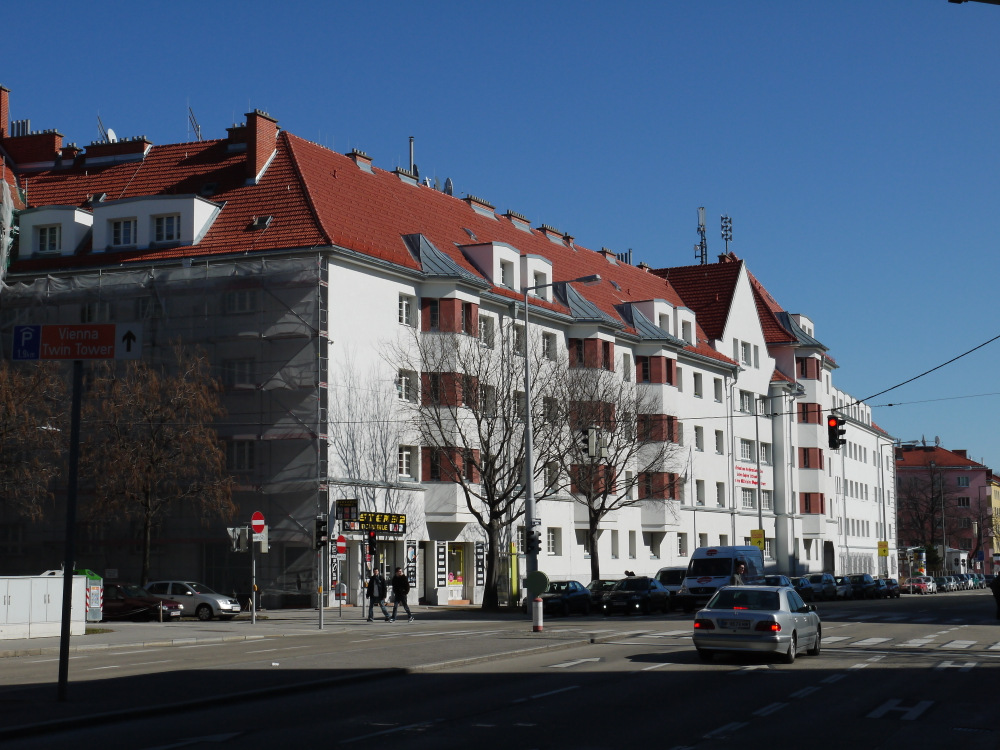
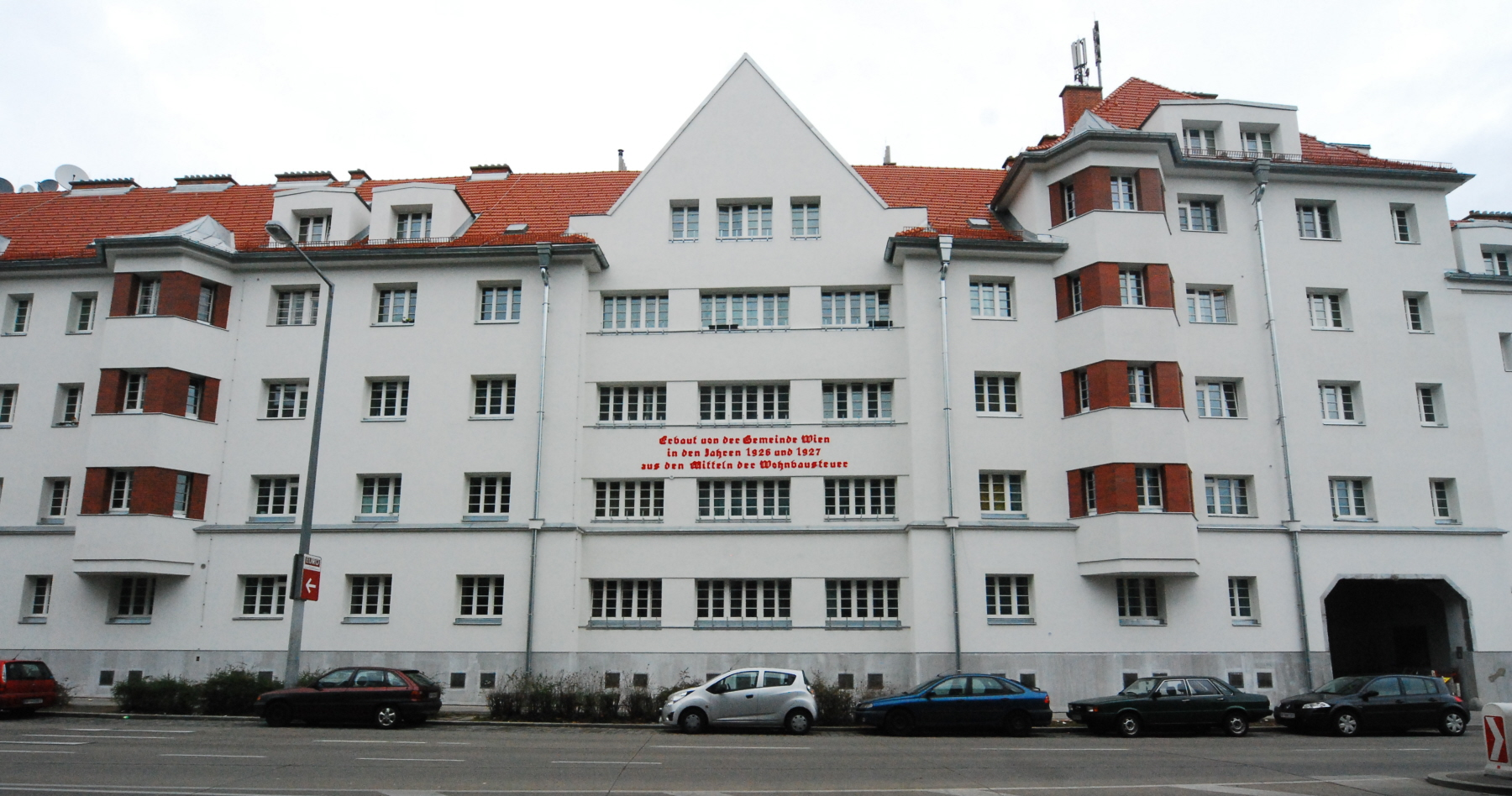
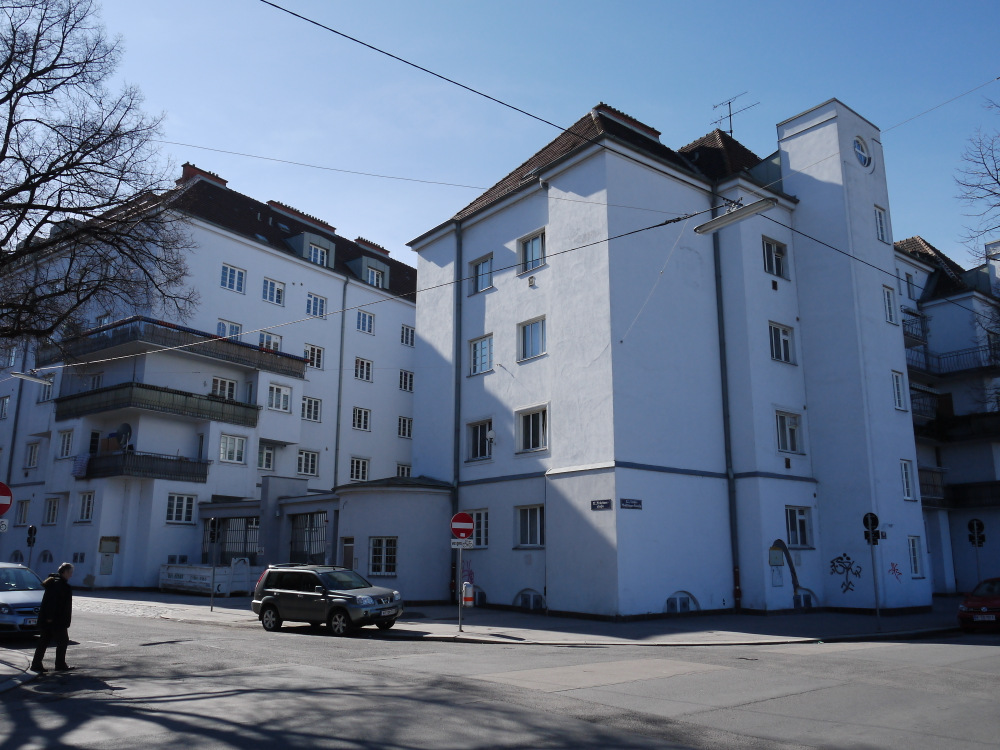
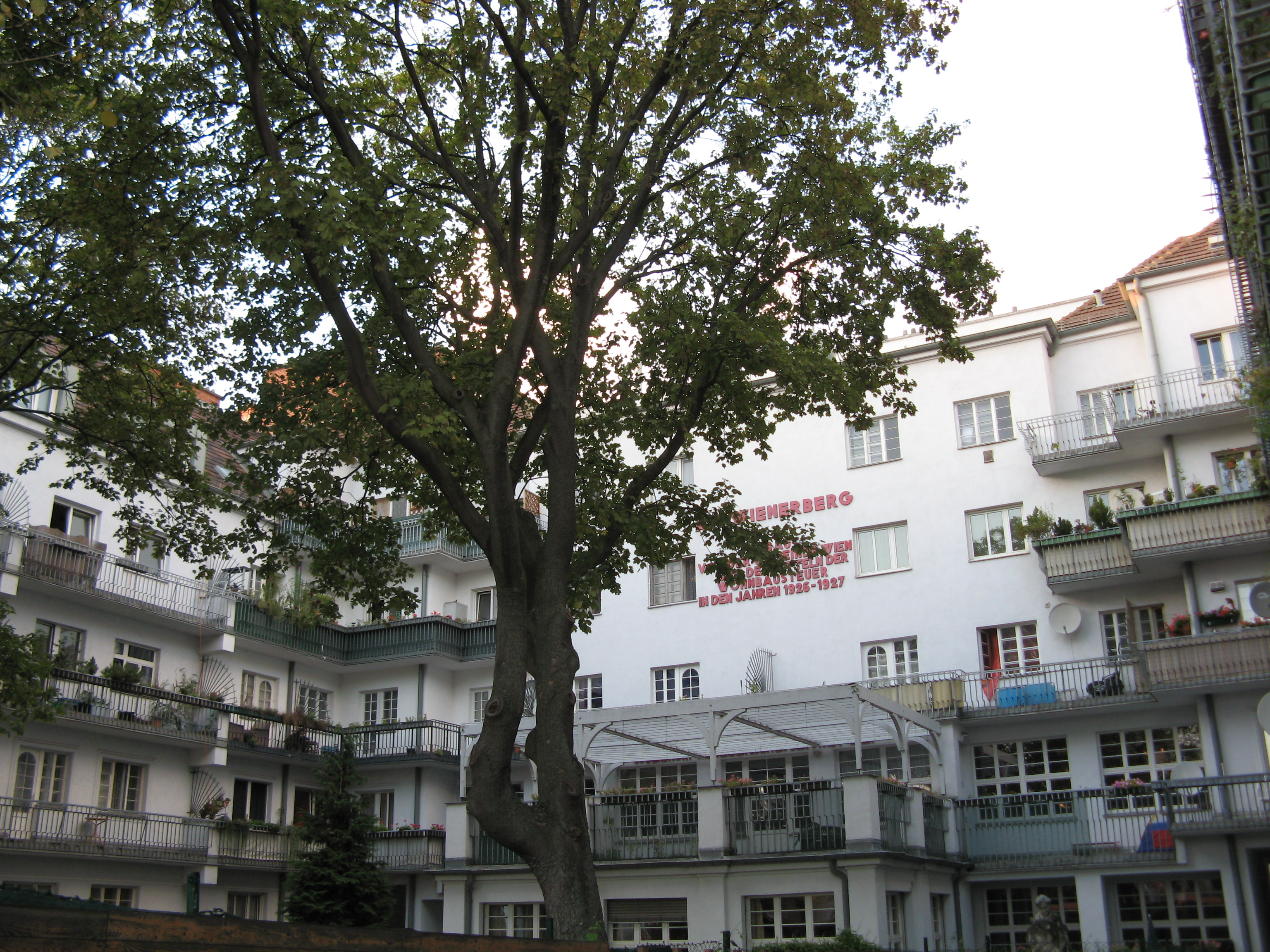
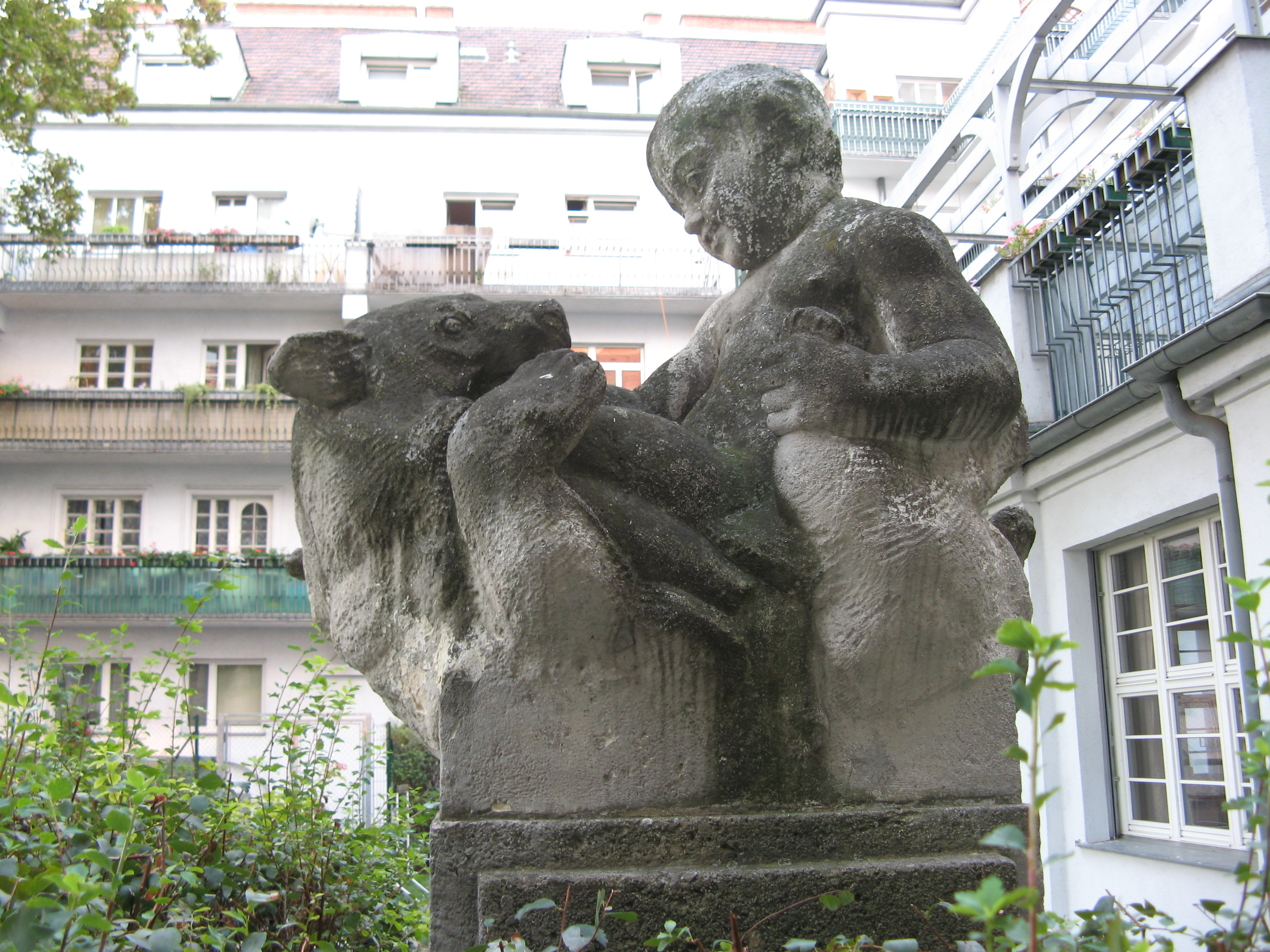

### Nr. 27: Ehemaliger Gasbehälter Wienerberg
An dieser Stelle wurde zwischen 1882 und 1884 das Gaswerk Wienerberg errichtet. Später befand sich hier der 1958–60 erbaute Gasometer Wienerberg, der ein markantes Gebäude dieser Gegend war. Er war 24-eckig erbaut und machte daher einen nahezu runden Eindruck. Die Höhe des Gebäudes war 104 Meter, der Durchmesser 67,6 Meter. Das Speichervolumen machte 300.000 m³ aus. 1987 wurde der Betrieb eingestellt.

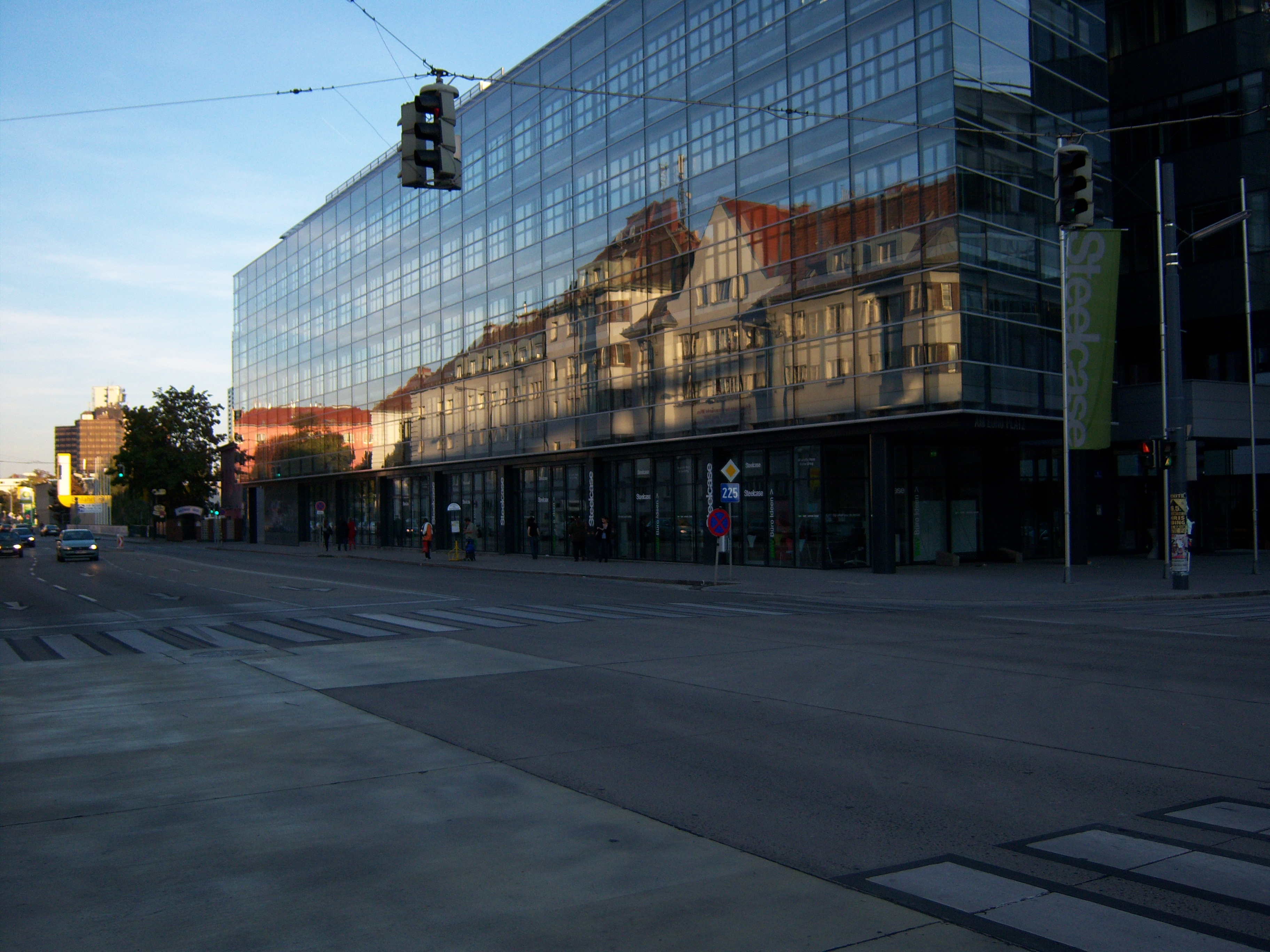
In der Fassade der Euro Plaza spiegelt sich die Wohnhausanlage Am Wienerberg

### Nr. 41–47: Euro Plaza
Nach 2001 entstand der moderne Business Park Euro Plaza. Zahlreiche große Firmen vorwiegend der Elektronikindustrie haben hier ihre Firmensitze eröffnet. Der Business Park besteht aus mehreren Bauteilen.